# Bad Aibling

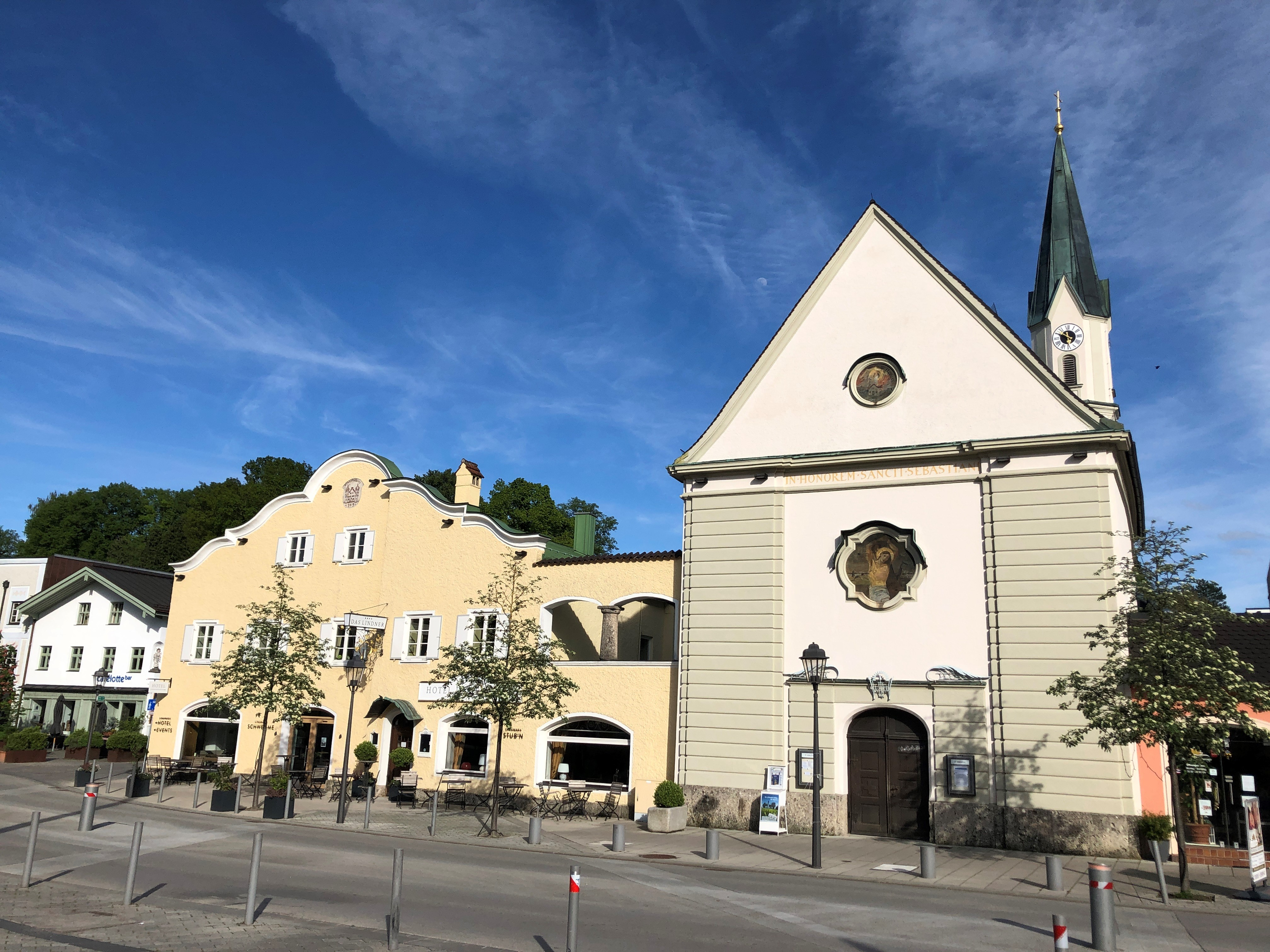
Schloss Prantshausen und Sebastianikirche

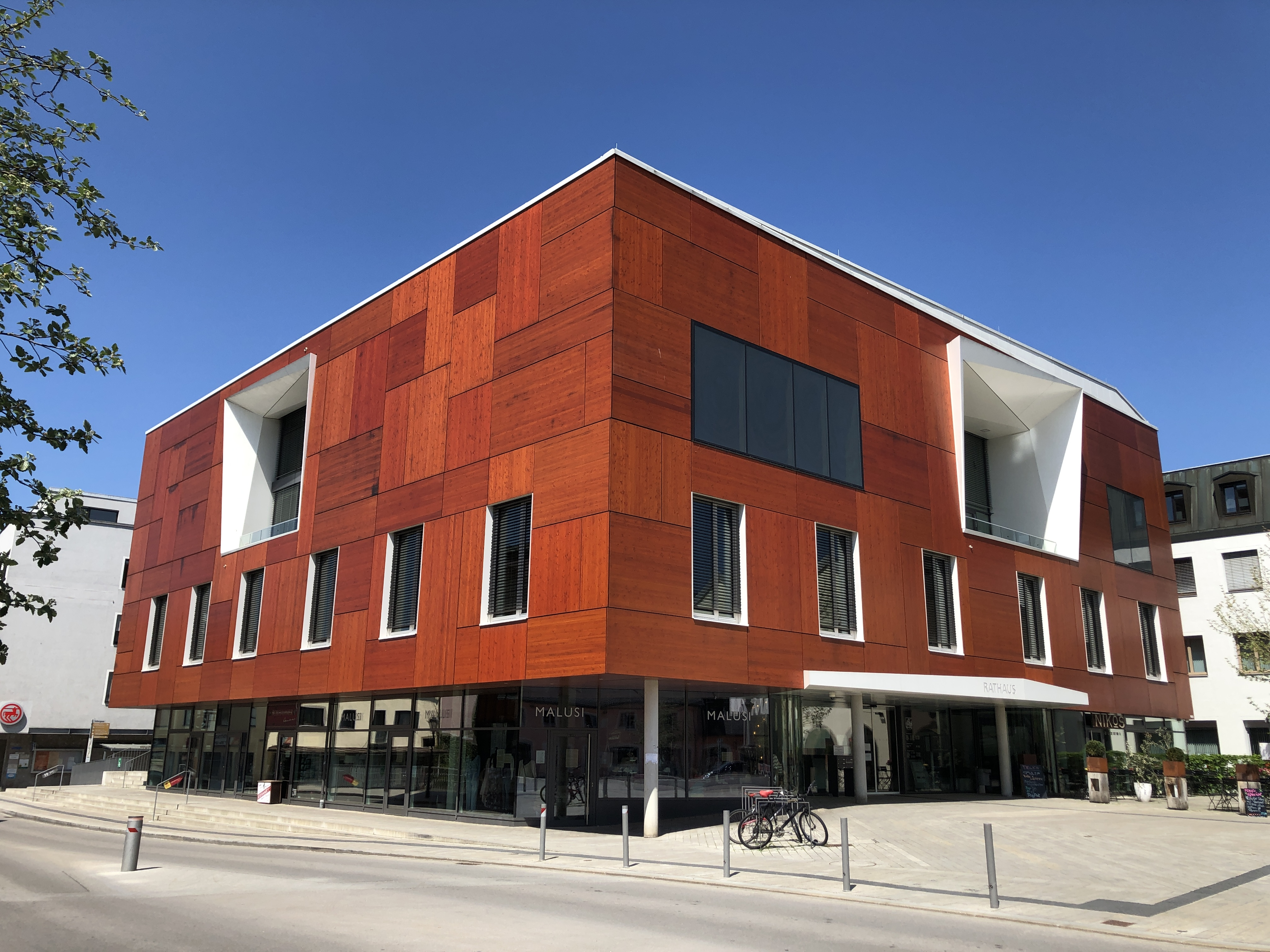
Das Rathaus in Bad Aibling (eröffnet 2012)

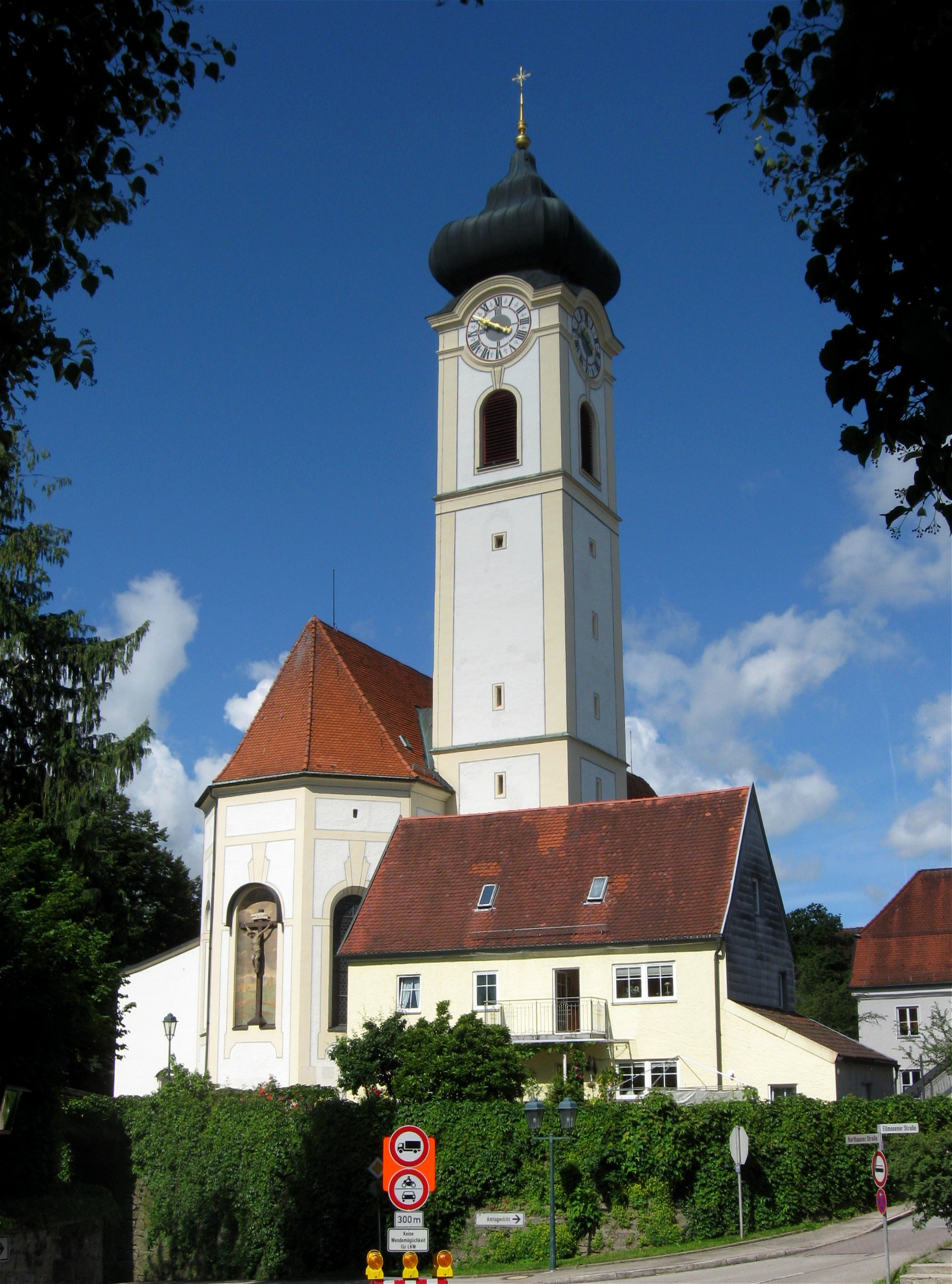
Die Pfarrkirche Mariä-Himmelfahrt auf dem Hofberg

Bad Aibling (bairisch Oabling) ist eine Stadt im oberbayerischen Landkreis Rosenheim mit Moorheilbädern.
Die im Mangfalltal liegende Stadt ist Bayerns ältestes Moorheilbad und seit der Eröffnung der Therme Bad Aibling am 17. September 2007 auch Bayerns jüngstes Thermalbad. Für ihr Wasser aus einer Tiefe von nahezu 2300 Metern erhielt die Stadt die staatliche Anerkennung als Heilquelle durch das Bayerische Staatsministerium für Umwelt, Gesundheit und Verbraucherschutz.

## Geografie

### Räumliche Lage
Die Stadt liegt im oberbayerischen Alpenvorland, im Kessel des ehemaligen Rosenheimer Sees. Im Stadtgebiet fließt die Glonn in die Mangfall. Die dicht bebaute Innenstadt liegt am Fuß eines Moränenhügels, des Klafferers, der am nordwestlichen Ende mit dem Hofberg abschließt. Am südlichen Rand der Stadtmitte liegt der Kurpark mit dem Irlachweiher.
Die Stadt befindet sich rund 50 km südöstlich der Landeshauptstadt München, 23 km südlich von Grafing bei München, 33 km südwestlich von Wasserburg am Inn, 10 km westlich von Rosenheim, 40 km nördlich von Kufstein und 22 km nordöstlich von Miesbach. Verkehrstechnisch ist die Stadt mit einer Anschlussstelle an die Bundesautobahn 8 und mit zwei Bahnhöfen an der Mangfalltalbahn Holzkirchen–Rosenheim erschlossen.

### Gemeindegliederung

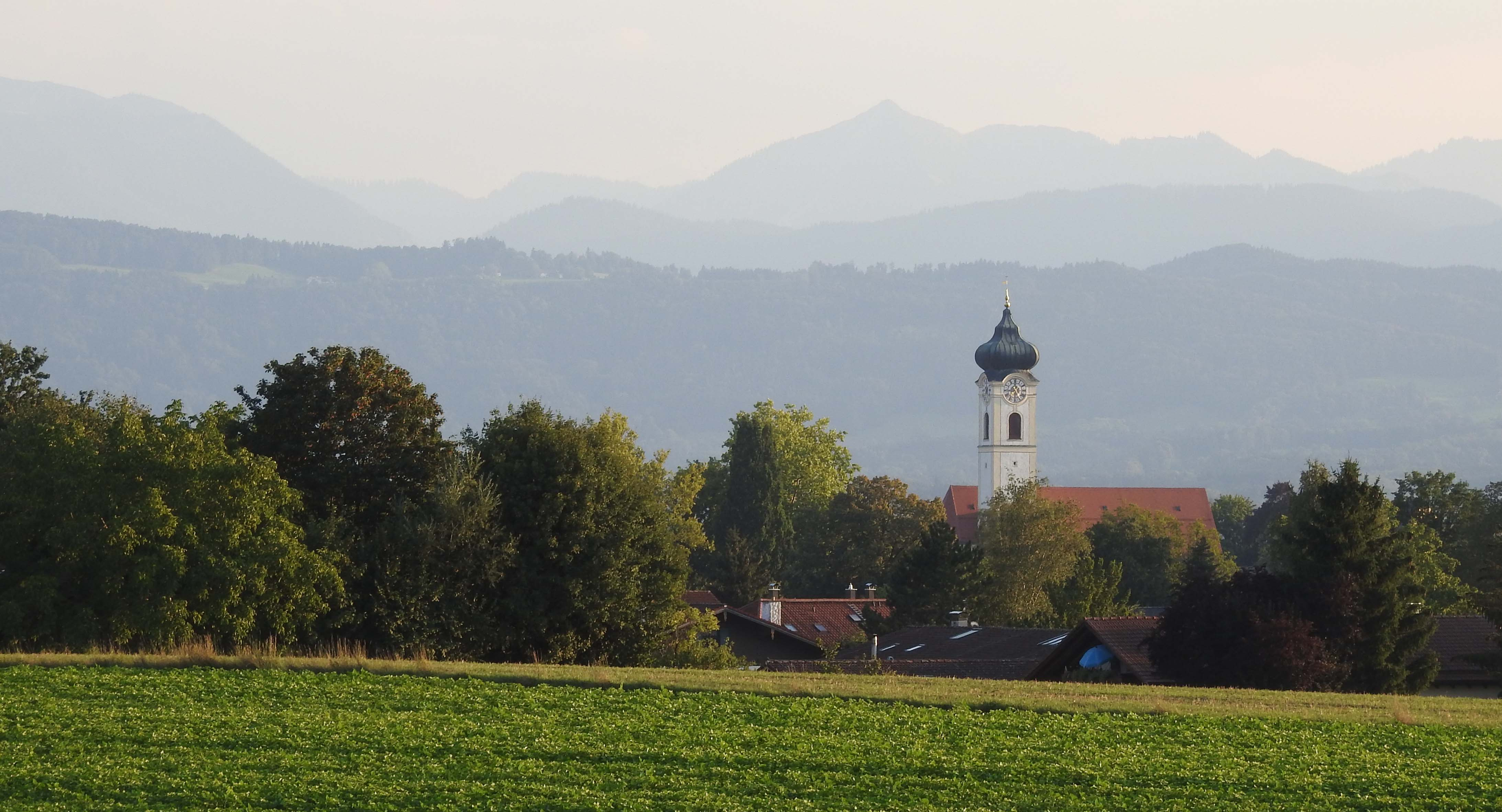
Bad Aibling von Norden

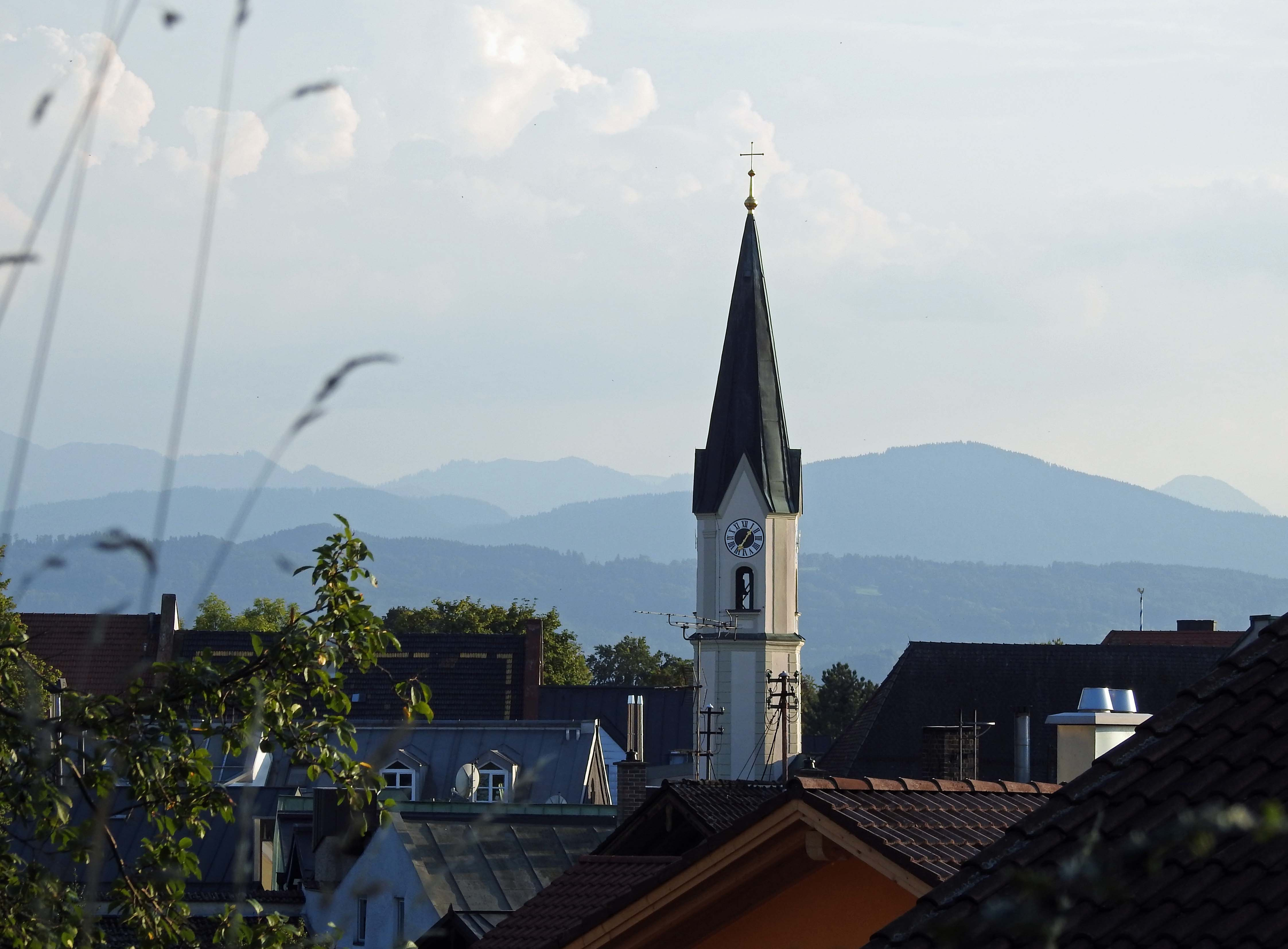
Über den Dächern von Bad Aibling

Die Stadtgemeinde Bad Abling hat 29 Gemeindeteile (in Klammern ist der Siedlungstyp angegeben):
- Abel (Einöde)
- Adlfurt (Dorf)
- Bad Aibling (Hauptort)
- Berbling (Pfarrdorf)
- Ellmosen (Dorf)
- Fachendorf (Weiler)
- Gröben (Einöde)
- Harthausen (Dorf)
- Haslach (Weiler)
- Heimathsberg (Weiler)
- Heinrichsdorf (Weiler)
- Holzhausen (Dorf)
- Köckbrunn (Einöde)
- Mainz (Weiler)
- Markfeld (Weiler)
- Mietraching (Kirchdorf)
- Mitterham (Dorf)
- Moos (Dorf)
- Natternberg (Einöde)
- Thalacker (Weiler)
- Thürham (Dorf)
- Unterheufeld (Dorf)
- Weg (Einöde)
- Westen (Einöde)
- Westerham (Dorf)
- Willing (Pfarrdorf)
- Willingerau (Dorf)
- Wilpasing (Weiler)
- Zell (Weiler)

Es gibt die Gemarkungen Bad Aibling, Dettendorf (nur Gemarkungsteil 0), Ellmosen, Harthausen (nur Gemarkungsteil 0), Mietraching und Willing.

### Nachbargemeinden
|             | Tuntenhausen                                | Großkarolinenfeld |
| Bruckmühl   | Kompassrose, die auf Nachbargemeinden zeigt | Kolbermoor        |
| Irschenberg | Bad Feilnbach                               | Raubling          |

### Natur
Folgende Schutzgebiete berühren das Stadtgebiet:
- Landschaftsschutzgebiet Rote Filze nördlich Bad Aibling (LSG-00418.01)
- Fauna-Flora-Habitat-Gebiet Moore nördlich Bad Aibling (8038-372)
- Fauna-Flora-Habitat-Gebiet Leitzachtal (8237-371)

## Geschichte

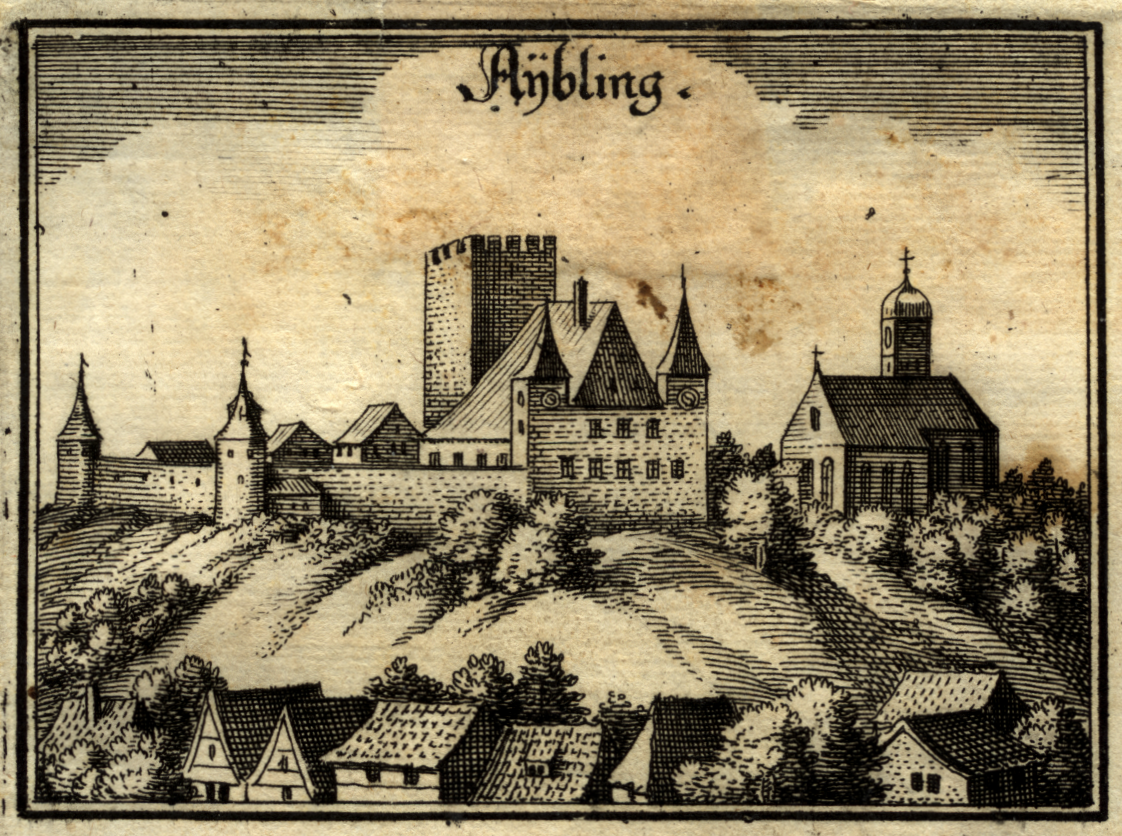
Hofberg (Stich von Matthäus Merian 1644)

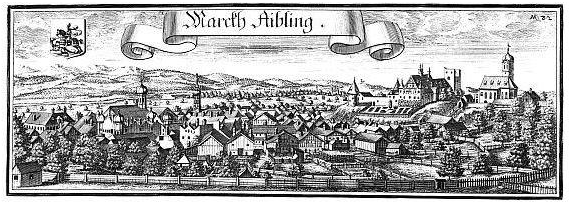
Markt Aibling nach einem Stich von Michael Wening (1726)

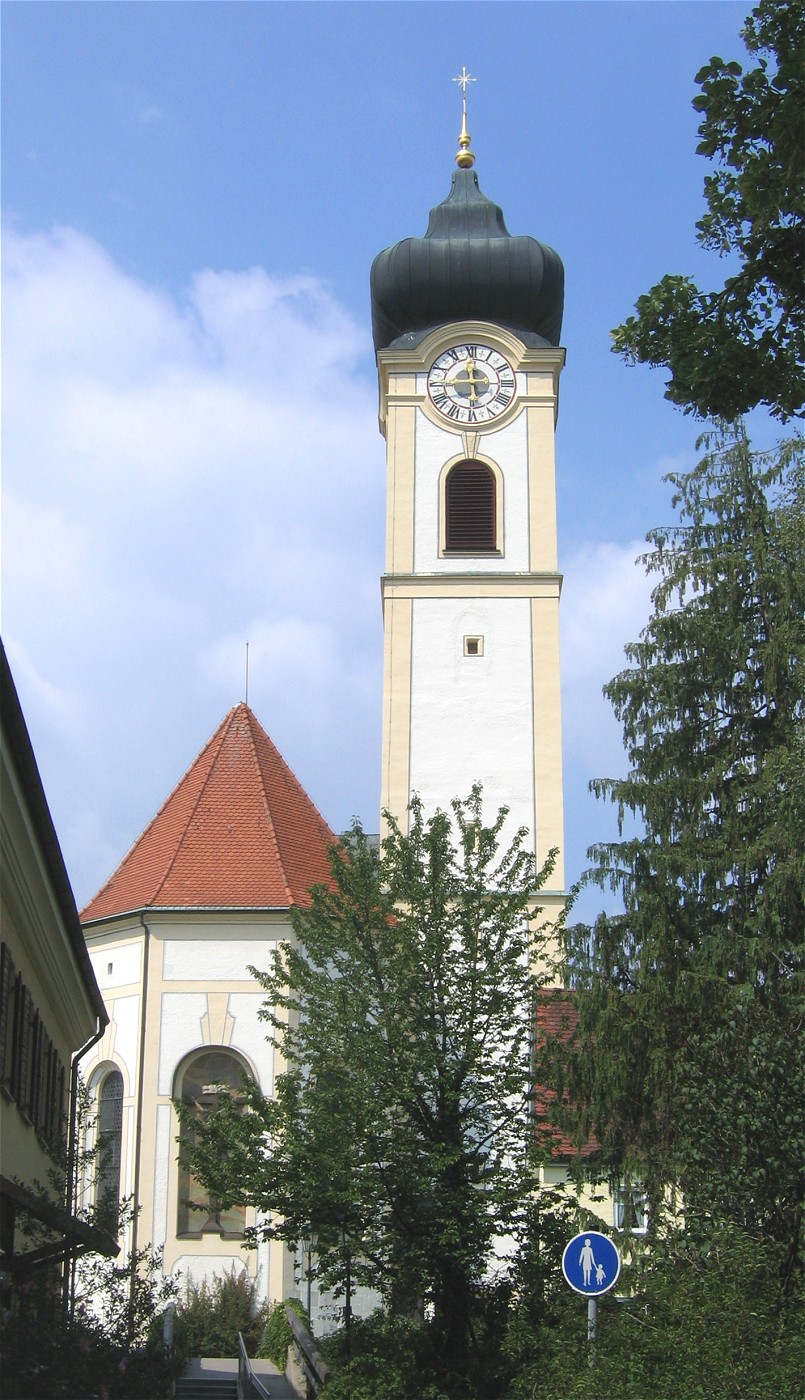
Stadtpfarrkirche am Hofberg

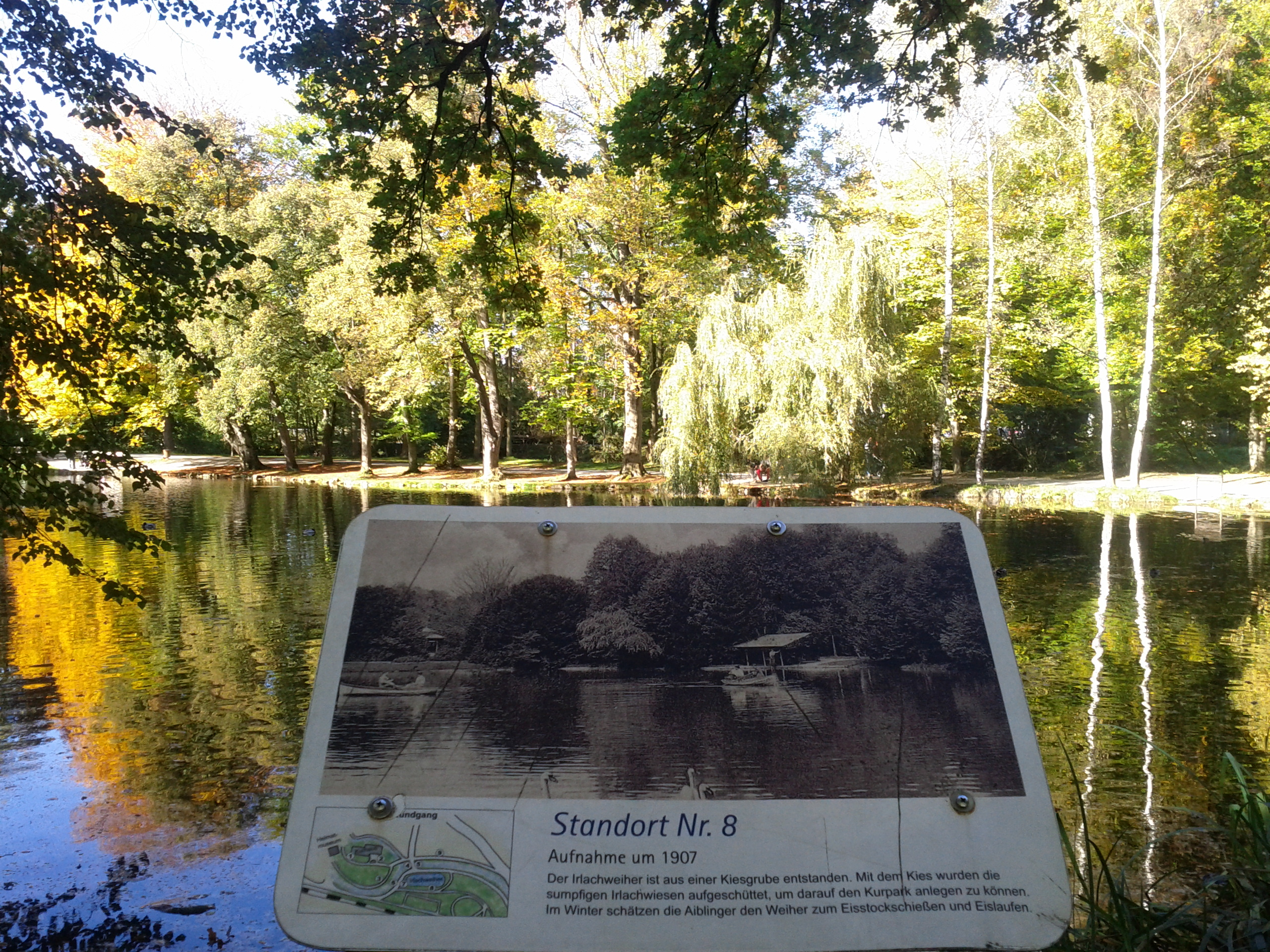
Irlachweiher, Entstehung und Geschichte des Weihers

### Bis zum 19. Jahrhundert
Seit etwa 500 vor Christus wurde der Ort durch die Kelten besiedelt. Im Jahr 15 v. Chr. wurde die Siedlung durch die Römer besetzt.
Um das Jahr 470 nach Christus folgte die Besetzung durch die Bajuwaren. Es entstand ein Hof auf dem Hofberg (Agilolfinger). 788 war Bad Aibling der Königshof (Pfalz) der Karolinger. 804 erfolgte die erste urkundliche Erwähnung als Epininga. Die Hofkapelle als Eigenkirche der Salzburger Erzbischöfe wurde im Jahr 927 bezeugt.
Zwischen 1000 und 1200 nach Christus war der Ort Verwaltungssitz für die oberbayerischen Ländereien des Bistums Bamberg (Vogtei Aibling). 1180 erwarben die Gaugrafen von Falkenstein-Neuburg die Aiblinger Vogteirechte. Die Beurkundung als Markt wurde 1244 verliehen. Etwa sechs Jahre später, 1250, fiel Aibling von den Falkensteinern an die Wittelsbacher. Fünfzig Jahre später wurde das Pflegamt Aibling eingerichtet. Seit dem 14. Jahrhundert wird Aibling als Stadt bezeichnet.
Anno 1321 erhielten die Bürger das Münchener Stadtrecht, d. h., dass sich Aibling „aufgrund eines herzoglichen Privilegs“ sein Recht bei der Residenzstadt München „holen“, also von diesem ableiten durfte. 1481 folgte die Erteilung der Marktfreiheit. Zum Ende des Dreißigjährigen Krieges, am 13. Juni 1648, besetzten schwedische Truppen Aibling, nachdem bei erbitterten Kämpfen fast alle Verteidiger gefallen waren.
Aibling wurde im Rahmen des Spanischen bzw. des Österreichischen Erbfolgekriegs 1704, 1705 und 1741–1745 von österreichischen Truppen besetzt. Während des Zweiten Koalitionskriegs im Jahr 1800 rückten drei französische Divisionen unter Jean-Victor Moreau in Aibling ein. 1845 wurde eine Soolen- und Moorschlamm-Badeanstalt durch Desiderius Beck eröffnet. Die Desiderius-Quelle, benannt nach dem Begründer des Moorheilbades, Desiderius Beck, der 1845 als königlich bayerischer Gerichtsarzt die erste bayerische Sole- und Moorschlamm-Badeanstalt in Bad Aibling eröffnete, soll das Heilwasser in der Rheumatologie, Orthopädie und Neurologie einsetzen. Am 31. Oktober 1857 folgte die Eröffnung der Mangfalltalbahn.
Im Jahre 1894 wurde das Elektrizitätswerk Bad Aibling gegründet, 1898 wurde die Wasserversorgung ausgebaut. Bereits einige Jahre später gingen die Stadtwerke Bad Aibling hervor. Der Ort wurde am 17. Mai 1895 durch Prinz Luitpold als Heilbad anerkannt. Am 27. Mai 1897 wurde mit der Lokalbahn Bad Aibling–Feilnbach die zweite elektrisch betriebene Bahnstrecke Bayerns eröffnet.

### 20. Jahrhundert
Am 23. Februar 1919 wurde ein revolutionärer Arbeiterrat zusammengesetzt. Am 7. April wurde die Räterepublik ausgerufen, acht Tage darauf folgte der Einmarsch der Münchener Rotgardisten. Am 4. Mai marschierte die weiße Garde des Freikorps Chiemgau nach dem Sturz der Räteregierung ein.
Die Erhebung zur Stadt erfolgte am 1. April 1933. In den Jahren 1936 und 1937 wurde der Sportflugplatz zum Fliegerhorst der Luftwaffe ausgebaut. Das historische Rathaus der Stadt wurde 1940 durch einen Brand zerstört. 1941 wurde auf dem Fliegerhorst die Stuka-Vorschule 1 eingerichtet.
Am 20. Oktober 1944 wurde Bad Aibling zum Ziel eines Luftangriffs der 15. US-Luftflotte.
Nach dem Ende des Zweiten Weltkriegs 1945 gehörte Bad Aibling zur Amerikanischen Besatzungszone. Auf dem Gelände des Fliegerhorsts wurde direkt nach der Ankunft der amerikanischen Truppen das größte Kriegsgefangenenlager Süddeutschlands errichtet, teilweise waren hier bis zu 100.000 Personen gleichzeitig interniert. Bis zur Auflösung des Lagers wird die Gesamtzahl der Kriegsgefangenen mit etwa 750.000 angegeben.
Die amerikanische Militärverwaltung richtete Ende 1946 auf dem Gelände ein DP-Lager zur Unterbringung von Displaced Persons ein. Das Lager wurde zunächst von der UNRRA und ab Mitte 1947 von der IRO betreut und beherbergte ehemalige jugoslawische Kriegsgefangene, die infolge des Balkanfeldzugs DP-Status hatten. Zwischen 1948 und 1951 existierte in den ehemaligen Kasernengebäuden – ebenfalls unter Trägerschaft der IRO – das IRO Children’s Village Bad Aibling, wo insgesamt über 2.300 jüdische Kinder und Jugendliche mit DP-Status versorgt und betreut wurden.
In Bad Aibling gab es auch eine von der World ORT betriebene Ausbildungsstätte für jüdische Kinder- und Jugendliche. Sie wurde von 100 Schülern besucht, die meisten im Alter von 14 bis 18 Jahren. ORT-Tutoren boten Sprachunterricht und Orientierungskurse für Auswanderungswillige an, und es gab ein breites Angebot an Berufslehrgängen. Die Einrichtung wurde nach der Verabschiedung des Gesetzes über die Rechtsstellung heimatloser Ausländer im Bundesgebiet zusammen mit dem DP-Lager 1951 geschlossen.
1952 wurde das Gelände des Fliegerhorsts von der US Army übernommen und zur geheimdienstlich genutzten Bad Aibling Station ausgebaut.
1971 wurde die Mangfalltalbahn elektrifiziert. Ein Jahr darauf folgte mit der Landkreisgebietsreform die Auflösung des Landkreises Bad Aibling; Bad Aibling und der größte Teil des Mangfalltales wurden Teil des Landkreises Rosenheim. 1973 wurde die Lokalbahn Bad Aibling–Feilnbach stillgelegt.
Im Jahr 2000 wurde eine Umgehungsstraße eröffnet.

### 21. Jahrhundert
Im Jahr 2002 unternahm man eine Bohrung nach Thermalwasser (Tiefbohrung Bad Aibling Thermal 1) mit Niederbringung auf eine Endteufe von 2.299,7 m. Bad Aibling feierte 2004 sein 1200-jähriges Bestehen. Im gleichen Jahre wurde das Stadtspiel 1648 uraufgeführt und die Bad Aibling Station des Echelon-Systems aufgelassen. Ein Jahr darauf war der Beginn der Baumaßnahmen für die Therme Bad Aibling. Im Jahr 2006 begründete Bad Aibling eine Städtepartnerschaft mit Cavaion Veronese in Norditalien. 2007 brannte das historische Kurhotel Ludwigsbad nach Brandstiftung aus; die Therme wurde eröffnet.
Seit 2005 entsteht auf dem Gelände der ehemaligen Bad Aibling Station die Nullenergiestadt Mietraching.
Das Hallenbad Prantseck bestand 35 Jahre; im Herbst 2013 wurde es auf Grund schlechter Bausubstanz geschlossen.
Der schwere Eisenbahnunfall von Bad Aibling ereignete sich am 9. Februar 2016 gegen 7 Uhr auf Höhe des städtischen Klärwerks auf der Bahnstrecke Holzkirchen-Rosenheim. Es kollidierten frontal zwei Züge auf einer eingleisigen Strecke mit 12 Toten und über 17 Schwer- sowie 63 Leichtverletzten.

### Eingemeindungen
Im Jahre 1936 wurde auf Befehl der NS-Regierung ein größeres Gebiet von Mietraching nach Bad Aibling umgegliedert, um dort den Fliegerhorst, eine militärische Schulflugbasis, zu gründen. Am 1. Januar 1973 wurde die bis dahin selbständige Gemeinde Ellmosen eingegliedert. Gebietsteile der aufgelösten Gemeinden Mietraching und Willing kamen am 1. Mai 1978 hinzu.

### Bevölkerungsentwicklung
Zwischen 1988 und 2018 wuchs die Stadt von 13.155 auf 19.100 um 5.945 Einwohner bzw. um 45,2 %.
Die Einwohnerzahlen gelten für die Gemeinde in den heutigen Grenzen.
| Jahr | Einwohner |
| ---- | --------- |
| 1840 | 2.597     |
| 1871 | 3.479     |
| 1900 | 5.181     |
| 1925 | 6.218     |
| 1939 | 7.764     |
| 1950 | 10.908    |
| 1961 | 9.991     |
| 1970 | 10.860    |
| 1980 | 11.821    |

| Jahr | Einwohner |
| ---- | --------- |
| 1987 | 12.583    |
| 1990 | 14.163    |
| 1995 | 15.966    |
| 2000 | 16.437    |
| 2005 | 17.834    |
| 2006 | 17.795    |
| 2007 | 18.007    |
| 2008 | 18.052    |
| 2009 | 18.125    |

| Jahr | Einwohner |
| ---- | --------- |
| 2010 | 18.272    |
| 2011 | 17.099    |
| 2012 | 17.316    |
| 2013 | 17.633    |
| 2014 | 17.983    |
| 2015 | 18.407    |
| 2016 | 18.595    |
| 2017 | 18.817    |
| 2018 | 19.100    |

Einwohnerentwicklung von Bad Aibling von 1840 bis 2018 nach nebenstehender Tabelle

Der Anteil der unter 18-Jährigen beträgt 19,6 %, der der über 65-Jährigen 17,1 %. Bei der bayerischen Volkszählung im Jahre 1987 lag der Ausländeranteil bei 5,6 %.

## Politik

### Stadtrat
24 ehrenamtliche Stadträte bilden zusammen mit dem hauptamtlichen Bürgermeister den Stadtrat von Bad Aibling.
|                 | 2020 | 2014 | 2008 | 2002 | 1996 | 1990 | 1984 | 1978 | 1972 | 1966 | 1960 |
| --------------- | ---- | ---- | ---- | ---- | ---- | ---- | ---- | ---- | ---- | ---- | ---- |
| Sitze insgesamt | 25   | 25   | 25   | 25   | 25   | 25   | 25   | 25   | 20   | 17   | 17   |
| CSU             | 10   | 11   | 11   | 14   | 11   | 10   | 14   | 16   | 11   | 8    | 5    |
| SPD             | 03   | 04   | 6    | 4    | 7    | 9    | 8    | 8    | 10   | 9    | 9    |
| ÜWG             | 03   | 05   | 5    | 4    | 5    | 4    | 2    | 1    | –    | –    | –    |
| GOL             | 06   | 03   | 3    | 3    | 2    | 2    | 1    | –    | –    | –    | –    |
| Bayernpartei    | 01   | 01   | –    | –    | –    | –    | –    | –    | –    | –    | 1    |
| ÖDP             | 01   | 01   | –    | –    | –    | –    | –    | –    | –    | –    | –    |
| FDP             | –    | –    | –    | –    | –    | –    | –    | –    | –    | –    | 1    |
| BHE             | –    | –    | –    | –    | –    | –    | –    | –    | –    | –    | 1    |
| AfD             | 01   | –    | –    | –    | –    | –    | –    | –    | –    | –    | –    |

### Bürgermeister
| Amtszeit  | 1. Bürgermeister          | 2. Bürgermeister           | 3. Bürgermeister           |
| 1947–1948 | Wunnibald Sedlmeier (CSU) | Michael Scherer (CSU)      | –                          |
| 1948–1952 | Wunnibald Sedlmeier (CSU) | Josef Matheis (CSU)        | –                          |
| 1952–1956 | Josef Matheis (CSU)       | Michael Scherer (CSU)      | –                          |
| 1956–1960 | Max Falter (SPD)          | Dr. Wolfgang Kessler (CSU) | –                          |
| 1960–1966 | Max Falter (SPD)          | Ferdinand Arnold (CSU)     | –                          |
| 1966–1968 | Max Falter (SPD)          | Michael Scherer (CSU)      | –                          |
| 1968      | Michael Scherer (CSU)     | –                          | –                          |
| 1968–1974 | Hans Falter (SPD)         | Michael Scherer (CSU)      | –                          |
| 1974–1984 | Josef Riedl (CSU)         | Konrad Gartmeier (CSU)     | –                          |
| 1984–1985 | Josef Riedl (CSU)         | Anton Müller (CSU)         | –                          |
| 1985–1986 | Josef Riedl (CSU)         | Felix Schwaller (CSU)      | –                          |
| 1986–1990 | Werner Keitz (SPD)        | Felix Schwaller (CSU)      | –                          |
| 1990–2002 | Werner Keitz (SPD)        | Felix Schwaller (CSU)      | Meinrad Egger (ÜWG)        |
| 2002–2008 | Felix Schwaller (CSU)     | Roland Fortner (CSU)       | Rudi Gebhart (ÜWG)         |
| 2008–2014 | Felix Schwaller (CSU)     | Heidi Benda (Grüne)        | Otto Steffl (CSU)          |
| 2014–2016 | Felix Schwaller (CSU)     | Otto Steffl (CSU)          | Kristin Sauter (SPD)       |
| 2016–2017 | Felix Schwaller (CSU)     | Erwin Kühnel (CSU)         | Kristin Sauter (SPD)       |
| 2017–2020 | Felix Schwaller (CSU)     | Erwin Kühnel (CSU)         | Kirsten Hieble-Fritz (ÜWG) |
| 2020–     | Stephan Schlier (CSU)     | Kirsten Hieble-Fritz (ÜWG) | Markus Stigloher (CSU)     |

### Verschuldung
Die Verschuldung der Stadtverwaltung inklusiv der Stadtwerke belief sich am 31. Dezember 2018 auf insgesamt 37.394.262 €. Dies entspricht einer Pro-Kopf-Verschuldung von 1.891,94 €. Der Schuldenstand der Stadtwerke betrug zum 31. Dezember 2018 insgesamt 14.762.693 €. Der Schuldenstand der Stadt war bei 22.631.569 €. Die Schulden der Stadtwerke Bad Aibling resultieren aus dem Bau der Therme.

### Städtepartnerschaften
Bad Aibling unterhält seit 2006 eine Städtepartnerschaft mit Cavaion Veronese in Italien.

### Wappen
| | Blasonierung: „In Rot auf grünem Boden der heilige Georg in blauer Rüstung auf silbernem Pferd, mit der goldenen Lanze den grünen Lindwurm durchbohrend.“ |
| Wappenbegründung: Der heilige Georg auf dem Pferd findet sich als Bild schon auf dem ältesten Siegel, das in Abdrucken seit 1374 überliefert, aber wohl schon vor der Mitte des 14. Jahrhunderts entstanden ist. Das Siegeltypar wurde möglicherweise bald nach der Verleihung der Marktprivilegien durch Ludwig den Bayern im Jahr 1321 angefertigt. Der Heilige wird in den Siegeln mit und ohne Kreuzschild und seit 1546 mit dem Lindwurm gezeigt; erst seit dem 19. Jahrhundert wird er in einen Schild gestellt. Farbige Wappenabbildungen sind seit 1565 überliefert; sie zeigen außer dem Siegelbild bis 1625 die erlöste Prinzessin aus der Georgslegende, betend auf einem Berg, im Hintergrund. Warum der heilige Georg Siegel und Wappen von Bad Aibling ziert, scheint auf den ersten Blick unklar. Weder die heutige Pfarrkirche noch die Marktkirche haben ein Georgspatrozinium. Der Heilige muss aber im Mittelalter als Ortspatron besonders verehrt worden sein. Die Erklärung für das Georgswappen liegt wohl darin, dass die Urpfarrkirche von Aibling in der kleinen, schon 804 genannten und 1804 abgebrochenen Georgskirche in Thürham zu sehen ist. In Bad Aibling (Sonnenstraße) wurde erst 1961 eine Georgskirche erbaut. | |

## Wirtschaft und Infrastruktur

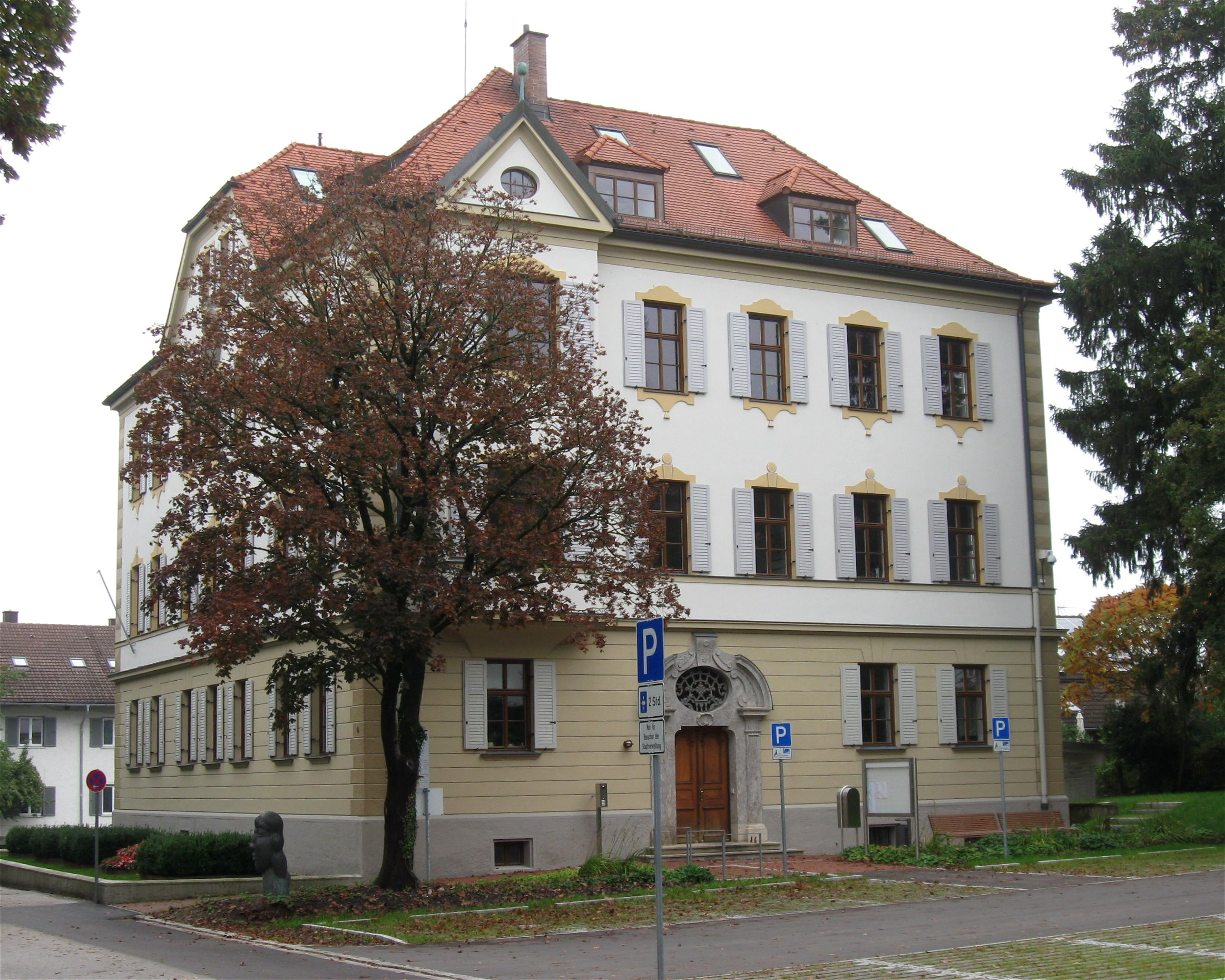
Dienstgebäude der Stadtverwaltung (Bürgermeisteramt, Bauamt), Am Klafferer 4

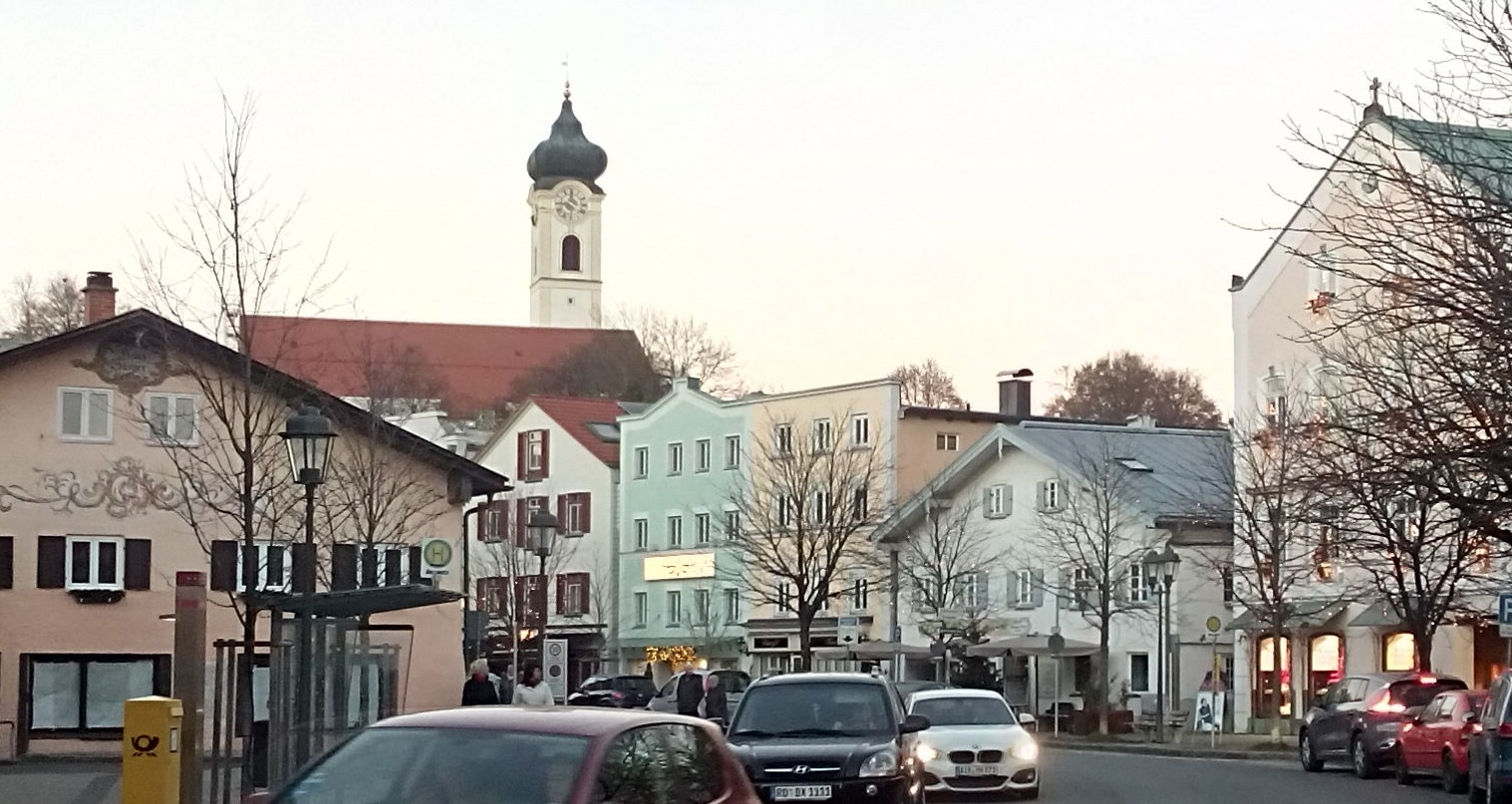
Kirchzeile mit Stadtpfarrkirche Mariä Himmelfahrt

In Bad Aibling befinden sich große Kur- und Rehabilitationseinrichtungen, die sich insbesondere auf Badetorf als traditionelles Kurmittel stützen. Unter anderem gibt es mehrere Rheumakliniken und eine Neurologische Klinik mit Stroke Unit.

### Ansässige Unternehmen
In dem Ort sind Unternehmen aus den Bereichen Pharmaindustrie, Textilproduktion, Elektroindustrie, Kunststoff, Milchverarbeitung, Maschinenbau und Gerberei ansässig. Zudem befinden sich zahlreiche Hotels im Ort.
Weitere überregional bekannte Firmen sind:
- Aenova (Produktionsstandort mit rund 330 Mitarbeitern)
- Pyrus Panels GmbH
- Betonwerk Martin Stigloher e.K.
- B&O Parkhotel GmbH & Co. KG
- B&O Service AG
- Schön Klinik Bad Aibling Harthausen
- Hotel St. Georg GmbH
- Auto Bader KG
- Stadtwerke Bad Aibling
- DFI Fußball Internat GmbH
- Bio-Kontor 7 GmbH & Co. KG
- Autohaus Boxhammer GmbH
- Wendelstein Käsewerk Bad Aibling
- RCS Audio-Systems GmbH
- Schwaiger Bau
- Wieland Verlag
- Maschinenbau Ing. LANG GmbH
- Mangfall Automobile GmbH
- Schunk Maschinenbau und Gleitlager
- C-Matrixx Carbontechnik GmbH
- Folgner GmbH

### Öffentliche Einrichtungen
- Rathaus (Bürgerbüro) am Marienplatz 1
- Stadtverwaltung, Am Klafferer 4
- Wertstoffhof, Thürhamer Straße 21a
- Bauhof, Gerberstraße 9
- Stadtwerke Bad Aibling (Strom- & Wasserversorgung), Lindenstraße 30
- Therme (Betriebszweig der Stadtwerke Bad Aibling), Lindenstraße 32
- Eislaufhalle, Lindenstraße 32
- Veterinäramt des Landkreises Rosenheim, Am Klafferer 3
- Kfz-Zulassungsstelle des Landkreises Rosenheim, Krankenhausstraße 5
- Amtsgericht Rosenheim, Außenstelle Bad Aibling, Am Hofberg 5

### Schulen

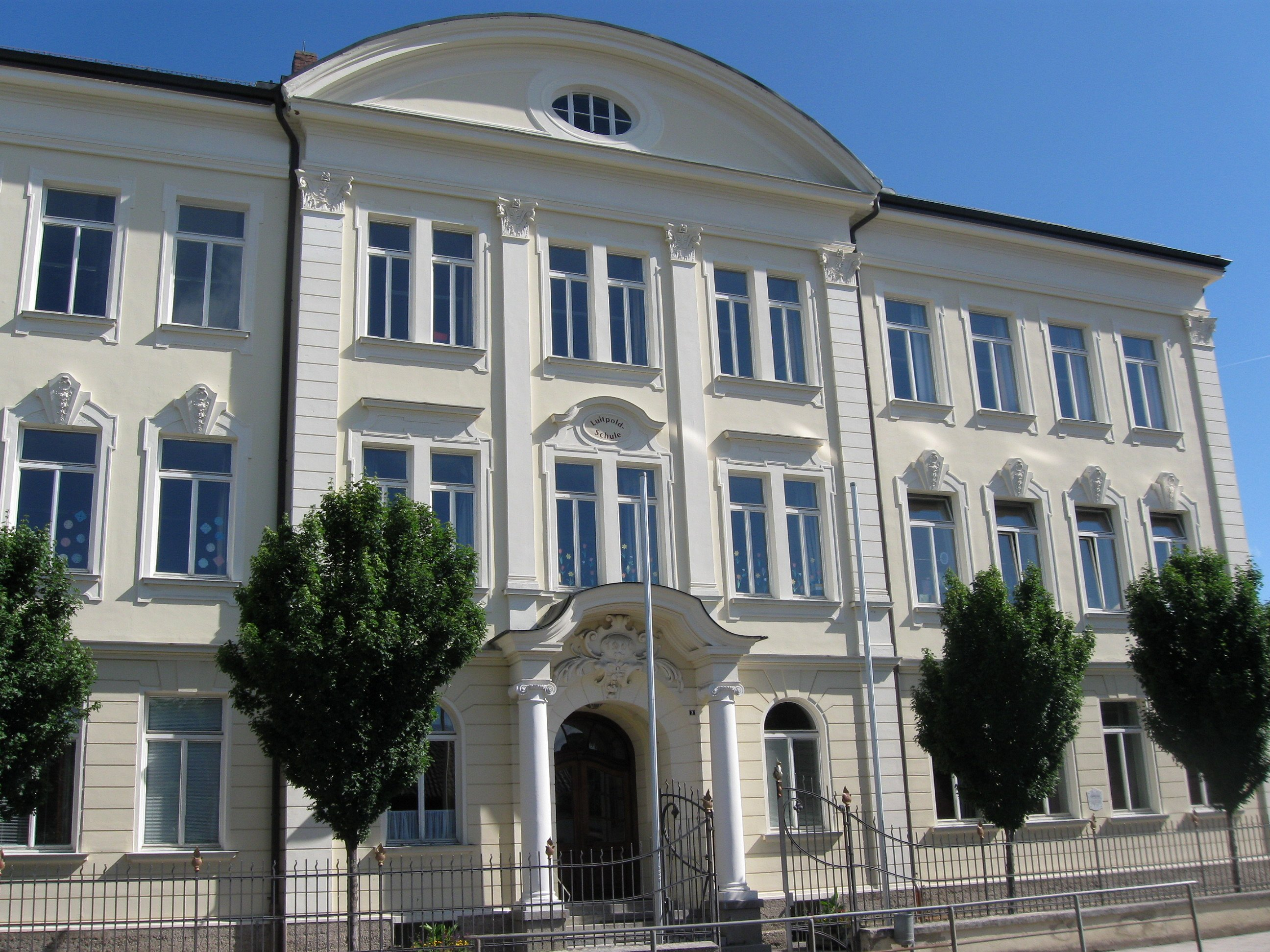
Luitpold Grundschule
Harthauser Straße 3

Am westlichen Stadtrand befindet sich ein Schulzentrum mit:
- Gymnasium Bad Aibling
- Wilhelm-Leibl-Realschule
- Wirtschaftsschule Alpenland

Darüber hinaus befinden sich die folgenden Schulen in Bad Aibling:
- Luitpoldschule (Grundschule)
- St.-Georg-Schule (Grund- und Mittelschule)
- Staatliche Berufsschule Bad Aibling
- Deutsches Fußball-Internat & DFI Privatschule Bad Aibling
- Rupert-Egenberger-Schule (Förderzentrum)
- Raphael-Schule (Heilpädagogische Waldorfschule)
- Volkshochschule Bad Aibling
- Bildungshaus des Diakonischen Werkes
- Deutsche Sport-Privatschule mit DSP-Hochschulcampus (Sportbusinesscampus)

### Medizin

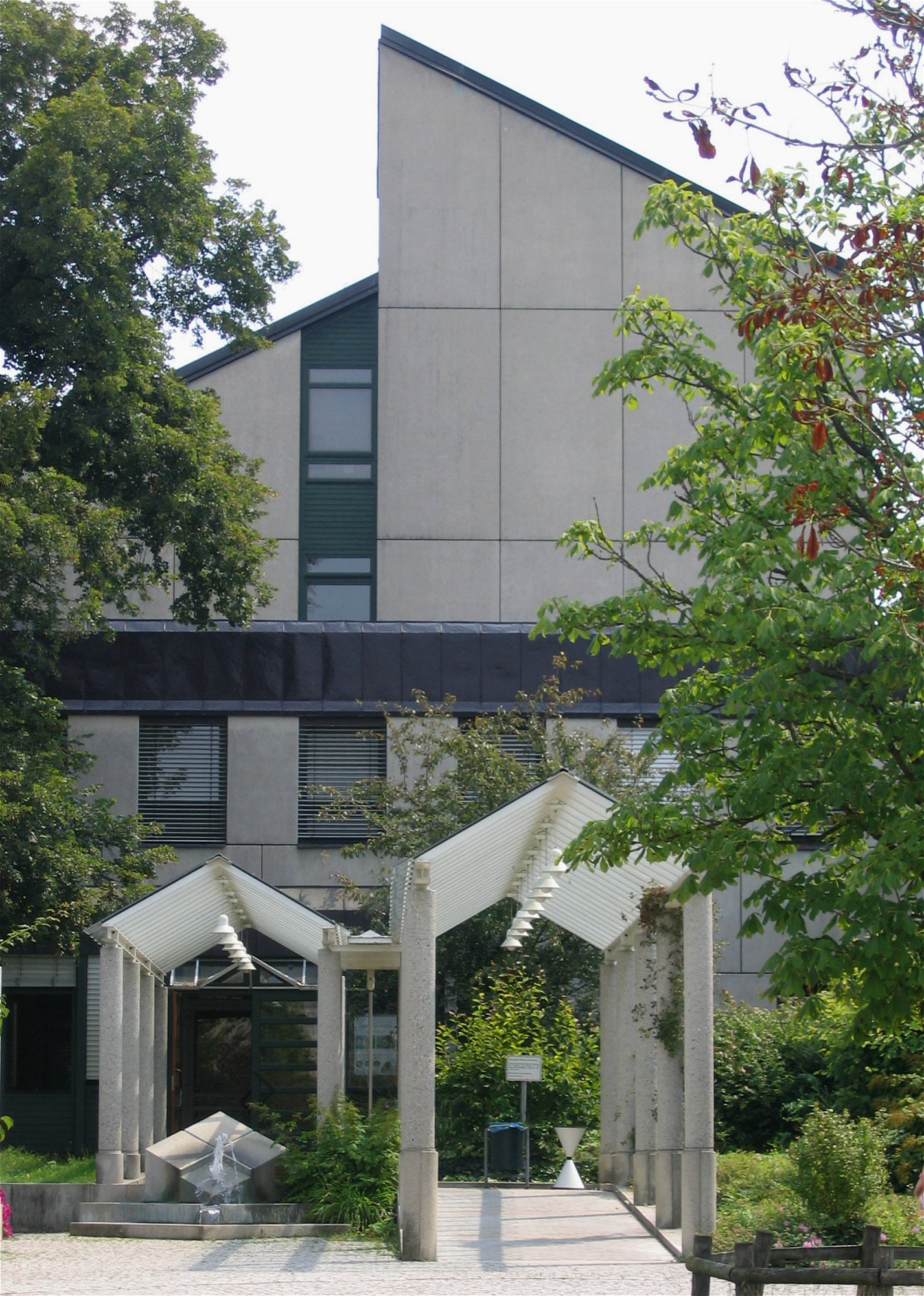
Kreiskrankenhaus Bad Aibling

#### Kliniken und Institute
Laut der Stadtverwaltung sind folgende Kliniken ansässig:
- RoMed-Klinik Bad Aibling (früher Kreiskrankenhaus Bad Aibling oder Triamed Kreisklinik Bad Aibling, akademisches Lehrkrankenhaus der TU München)
- Klinik Harthausen der Klinikgruppe Schön Kliniken
- Neurologische Klinik der Klinikgruppe Schön Kliniken, Kooperationsklinik der medizinischen Fakultäten der LMU München und der Universität Tübingen
- Reha-Klinik Wendelstein der DRV Bund
- Rheumaklinik Bad Aibling der DRV Nordbayern
- Klinik St. Georg
- Fachklinik Alpenland
- Hermann Buhl – Trainings- und Forschungszentrum

#### Kurmittel
Die Kurmittel des Heilbades sind Badetorf und das Thermalwasser der Desideriusquelle, eine Natrium-Chlorid-Hydrogencarbonat-Schwefel-Therme mit hohen Anteilen an Fluorid und Jodid, die mit einer Temperatur von 39,1 °C gefördert wird.

### Freizeitanlagen
Es existieren zahlreiche Sport- und Freizeitanlagen, die auch regional bekannt sind.

#### Therme Bad Aibling

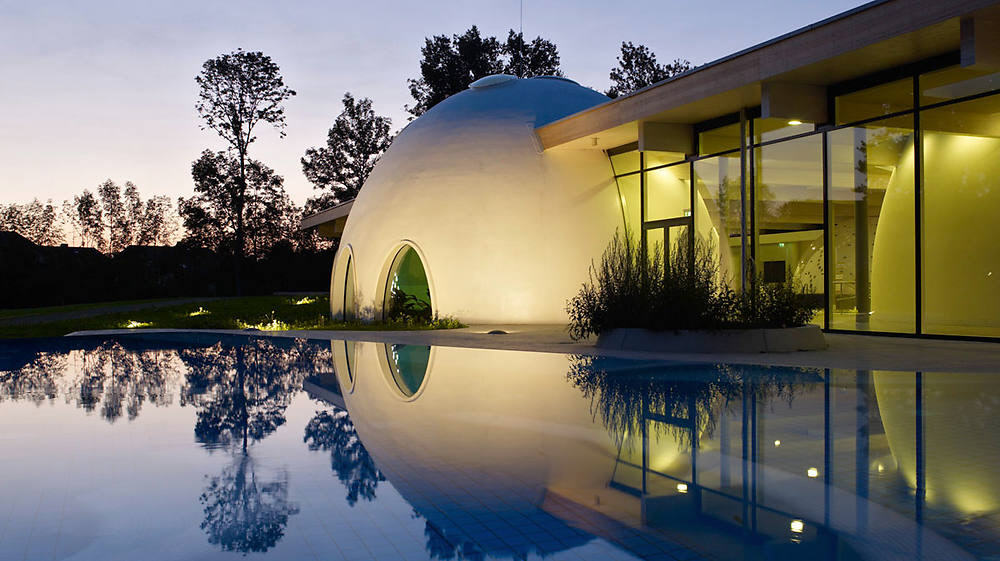
Die Therme Bad Aibling eröffnete im September 2007

Im Jahr 2002 wurde mit der Bohrung nach Thermalwasser begonnen, die schließlich erfolgreich war. Im September 2007 konnte die neue Therme Bad Aibling, mit Thermal und Saunabereich, die vom Stuttgarter Architektenbüro Behnisch Architekten entworfen worden war, eröffnet werden. Im Sommer 2008 wurde die Aiblinger Desiderius-Quelle schließlich von der Bayerischen Staatsregierung als Heilquelle anerkannt. Die Therme Bad Aibling setzt bei der Aufbereitung des Kreislaufwassers auf die Ultrafiltrationstechnik. Eine Besonderheit an der Therme in Bad Aibling ist vor allem die außergewöhnliche Architektur in Form von Kuppeln. In der Therme setzt man vor allem auf Ruhe und Entspannung, durch „Wandeln und Verweilen“. Es gibt acht Saunen, von Eukalyptus-, Kelo-, bis zur Blockhaussauna, eine neue Attraktion ist die im September 2017 fertiggestellte Hausbootsauna auf dem Triftbach. Anfang Oktober 2015 kam es zu einem Chlorgasunfall in der Therme mit zehn verletzten Personen. Die Rosenheimer Staatsanwaltschaft hatte damals die Ermittlungen übernommen. Die Überdosierung mit Chlor entstand durch ein ausgefallenes automatisches System. Im Dezember 2015 wurde der Saunabereich mit einem Ruhehaus erweitert. Die Therme hat jährlich ca. 300.000 Besucher und ist ein wichtiger Wirtschafts- und Tourismusfaktor für die Region. Im Jahr 2024 startete die Planung für ein Hotel neben der Therme.

#### Freibad
Im Frühjahr 2008 eröffnete das neue Freibad gleich neben der Therme. Es ist von Mai bis September bei schönem Wetter geöffnet. Das Freibad hat drei Becken, ein Schwimmer-, ein Erlebnis- und ein Kinderbecken mit Wasserspielplatz.

#### Freibad Harthausen
Im Ortsteil Harthausen von Bad Aibling befindet sich ein Schwimmbad mit großem Schwimmerbecken und einem Kinderbecken.

#### Schwimmbecken des Hermann Buhl Trainings- und Forschungszentrums
Das Schwimmbecken des Hermann Buhl Trainings- und Forschungszentrums in der Ghersburgstraße wird auch von Vereinen und Schulen genutzt.

#### Eishalle
Von Oktober bis März ist es in Bad Aibling möglich, Schlittschuh zu laufen, Eishockey zu spielen oder auch den örtlichen Eiskunst- und Eishockeyvereinen beim Laufen und Spielen zuzusehen. Der örtliche Eishockeyverein, EHC Bad Aibling, spielt derzeit in der Landesliga Süd/West.

#### Wohnmobilstellplatz an der Therme
Neben der Therme an der Heubergstraße 1 gibt es einen Wohnmobilstellplatz mit 31 Stellplätzen, der rund um die Uhr geöffnet ist. Der Stellplatz liegt am Triftbach und ist von einem kleinen Wald umgeben.

### Sport
Die bekanntesten Vereine sind der Eishockeyverein EHC Bad Aibling und der TuS Bad Aibling. Die Damen-Basketball-Abteilung des TuS Bad Aibling stieg in die 1. Damen-Basketball-Bundesliga auf und spielte dort in der Saison 2014/2015 unter dem Namen TuS Bad Aibling Fireballs. Nach einer Saison stiegen die Fireballs wieder in die 2. Liga ab. In der Saison 2015/2016 gelang der direkte Wiederaufstieg in die 1. Liga ohne Niederlage. Die Damen-Fußball Abteilung des TuS Bad Aibling spielt in der Bayernliga, die vierthöchste Spielklasse Deutschlands.

### Verkehr

#### Straßenverkehr
- A 8, Ausfahrt Bad Aibling
- Staatsstraße 2078 München – Rosenheim

Im Jahr 2000 wurde eine aufwendige, teils in einem Tunnel geführte Süd-Umgehung eröffnet, um die enorme Belastung der Innenstadt durch den Durchgangsverkehr der Staatsstraße zu mindern. Selbst diese Baumaßnahme führte jedoch nicht vollständig zur erhofften Verkehrsberuhigung. Zusätzlich versucht die Stadt durch verkehrsberuhigende Elemente, Fahrradstreifen und ausgedehnte Tempo-30-Zonen den Verkehr aus der Innenstadt fernzuhalten, und diese somit für Einkäufe und Kurgäste attraktiver zu gestalten. Seit 2005 existiert eine neue Verkehrsführung in der Innenstadt, die allerdings umstritten ist, da der durch eine Einbahnstraße verdrängte Durchgangsverkehr nun durch Wohngebiete umgeleitet wird. Im Herbst 2012 war der Umbau der Stadtmitte rund um den Marienplatz fertiggestellt. Die Umgestaltung orientierte sich dabei am Shared-Space-Modell, entspricht diesem aber nicht, so gilt beispielsweise weiterhin eine Vorrangregelung für Autos. Die Stadt prüft den Bau einer weiteren Umgehungsstraße (Entlastungsstraße Nord), um auch den nach Norden, Richtung Großkarolinenfeld und Tuntenhausen fließenden Verkehr um das Stadtgebiet herumzuleiten.

#### Schienenverkehr

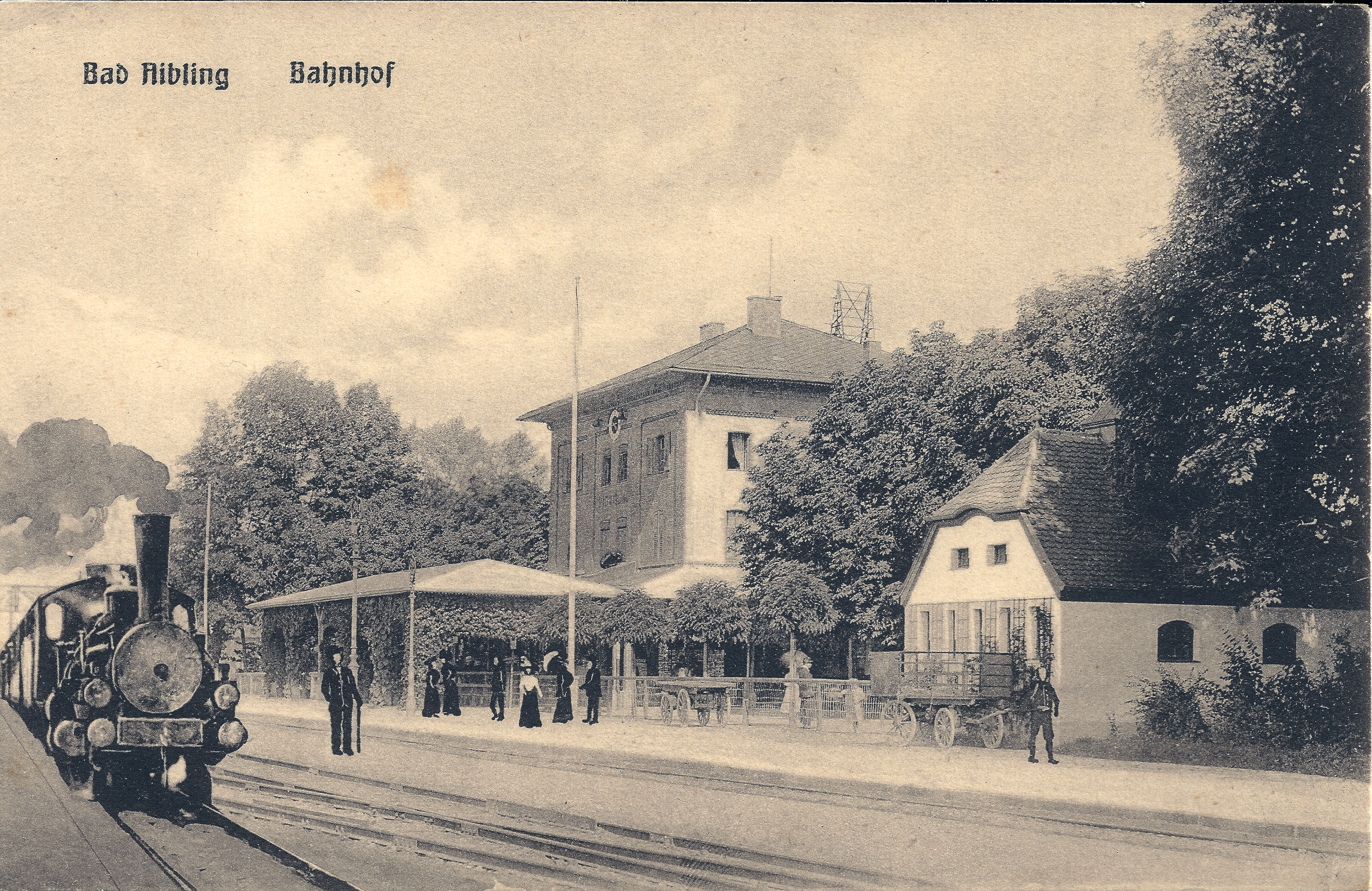
Aiblinger Bahnhof um das Jahr 1900

- Bahnstrecke (München) – Holzkirchen (Oberbayern) – Rosenheim (Mangfalltalbahn)

Die Stadt Bad Aibling hat zwei Zugangsstellen an der Mangfalltalbahn, eine im Zentrum, den Bahnhof „Bad Aibling“ mit einem Kiosk und einer Bahnhofsgaststätte (Preisklasse 5) und als zweite den Haltepunkt „Bad Aibling Kurpark“ (Preisklasse 6) am Ende des Kurparks an der Rosenheimer Straße. Der Haltepunkt am Kurpark wurde im September 2009 eröffnet.
Auf der Strecke zwischen Bad Aibling und Kolbermoor ereignete sich 1945 ein Eisenbahnunfall, bei dem fünf Menschen starben. Der schwere Eisenbahnunfall vom 9. Februar 2016 auf demselben Streckenabschnitt forderte 12 Tote und 84 Verletzte.

#### Öffentlicher Personennahverkehr
Als innerstädtisches Nahverkehrsangebot bzw. ÖPNV existiert der Linienverkehr des Moorexpress, der den klinik- und hotelleriereichen Norden der Stadt, das Zentrum und auch den Süden mit der Therme Bad Aibling anbindet. Des Weiteren gibt es noch Busverbindungen nach Kolbermoor, Rosenheim, Großkarolinenfeld, Bruckmühl, Feldkirchen und Aying sowie nach Tuntenhausen, Hohenthann, Grafing und Bad Feilnbach. Seit dem Fahrplanwechsel am 10. Dezember 2023 befindet sich das gesamte Stadtgebiet von Bad Aibling im Verbundbereich des Münchner Verkehrs- und Tarifverbund (MVV) in der Tarifzone 6.
| Linie | Linienverlauf | Verkehrsunternehmen |
| ----- | --- | ------------------- |
| 276   | Bad Aibling R – Götting – Bruckmühl – Feldkirchen – Aying S                                                                 | RVO                 |
| 277   | Bad Aibling R – Heufeld – Bruckmühl R – Feldkirchen R – Aying S                                                             | RVO                 |
| 341   | Moor-Express: Ortsverkehr Bad Aibling: Therme – Bad Aibling R – Bad Aibling Kurpark R – Harthausen – Bad Aibling R – Therme | Max Hollinger       |
| 343   | Bad Aibling R – Au – Bad Feilnbach                                                                                          | RVO                 |
| 344   | Bad Aibling – Kolbermoor R – Großkarolinenfeld                                                                              | Max Hollinger       |
| 345   | Bad Aibling – Maxlrain – Hohenthann – Grafing Bahnhof S R                                                                   | Max Hollinger       |
| 346   | Bad Aibling – Beyharting – Ostermünchen R – Tattenhausen – Rosenheim Bahnhof R                                              | Max Hollinger       |

## Militär und Nachrichtendienste

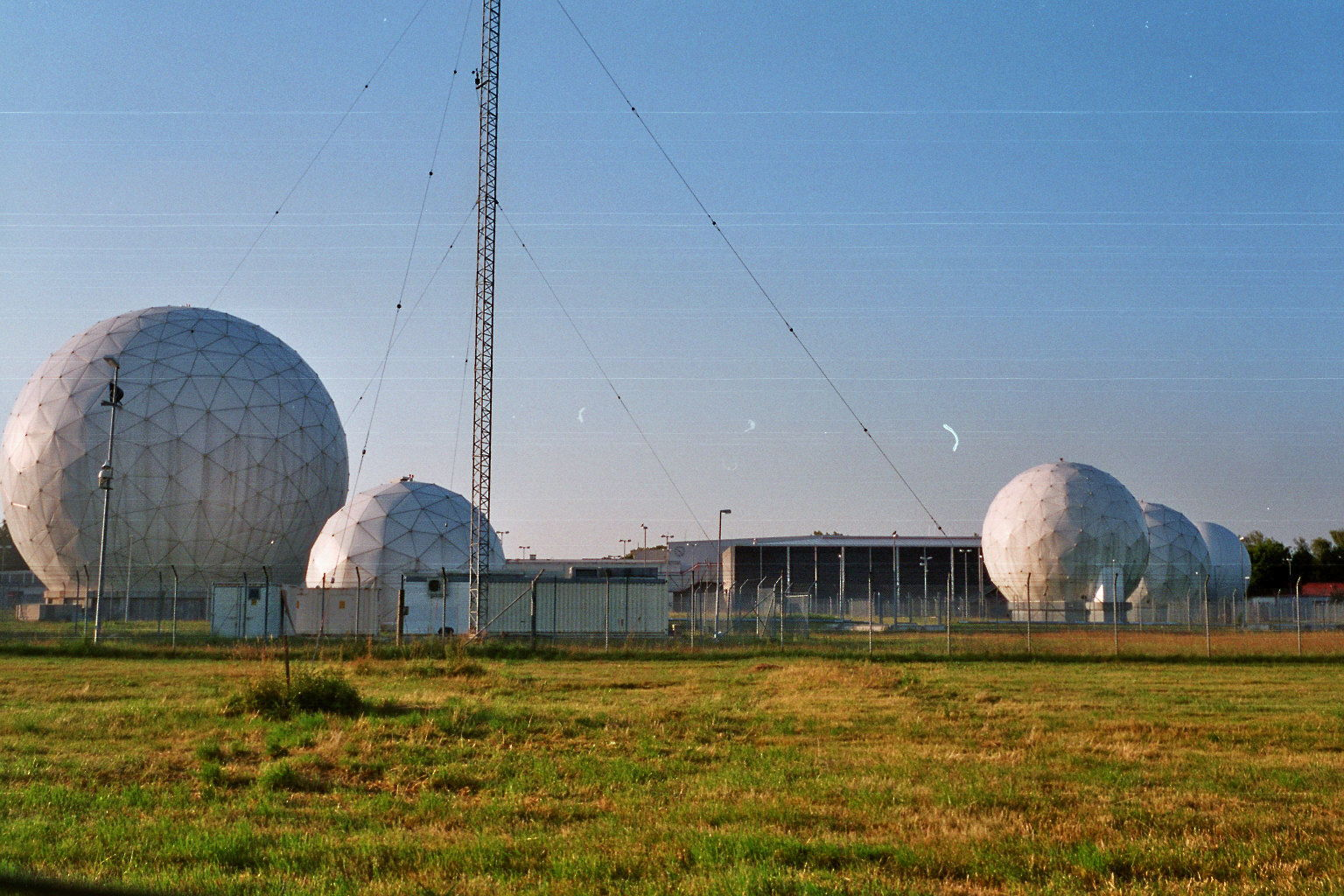
Radome der Abhörstation in Mietraching bei Bad Aibling

Im Zweiten Weltkrieg befand sich ein Fliegerhorst der Luftwaffe im Stadtteil Mietraching. An der dort stationierten Stukavorschule 1 fand im Jahr 1941 die Ausbildung auf amerikanischen Flugzeugen vom Typ NAA 64 statt. Nach dem Krieg befand sich auf dem Gelände des Fliegerhorstes eine US-Kaserne mit Abhörstation, die Teil des Abhörsystems Echelon war, die sogenannte Bad Aibling Station. Diese wurde zum 30. September 2004 aufgelöst. Nach Untersuchung auf Altlasten entstand auf dem Großteil des Geländes die Nullenergiestadt Mietraching. In dieser steht das achtstöckige Holzhaus H8 und es wird an alternativen Energiesystemen, Fernwärmenetzen und Smart-Grids geforscht.
Der Bundesnachrichtendienst übernahm einen kleinen Teil der ehemaligen Bad Aibling Station als BND-Außenstelle, auf der noch heute Radome und Satellitenschüsseln zur Aufklärung von über Satelliten geführter Kommunikation stehen. Die Außenstelle war bis 2014 als „Fernmeldeweitverkehrsstelle der Bundeswehr“ („FmWVStBw“) legendiert. Daten der dort stattfindenden Satellitenaufklärung werden auch der National Security Agency zur Verfügung gestellt. Die Anlage gilt als zentral für die Überwachung von Krisenländern wie Afghanistan, Syrien, Irak und Libyen. Zudem ist der BND seit 2003 in der ehemaligen Mangfall-Kaserne der Bundeswehr präsent.

## Kultur und Sehenswürdigkeiten

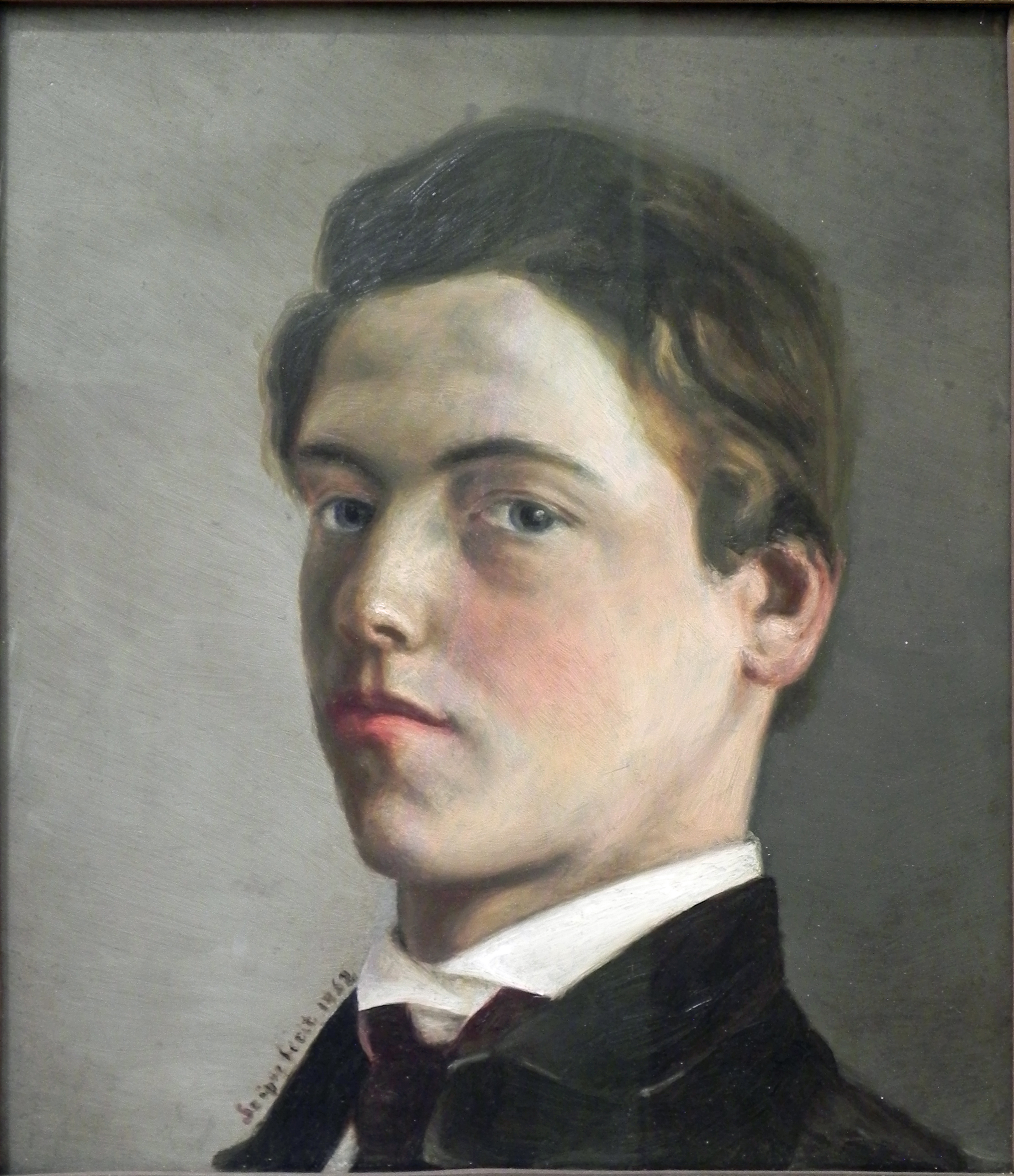
Wilhelm Leibl, der ab 1873 in Berbling und Bad Aibling lebte, als Achtzehnjähriger

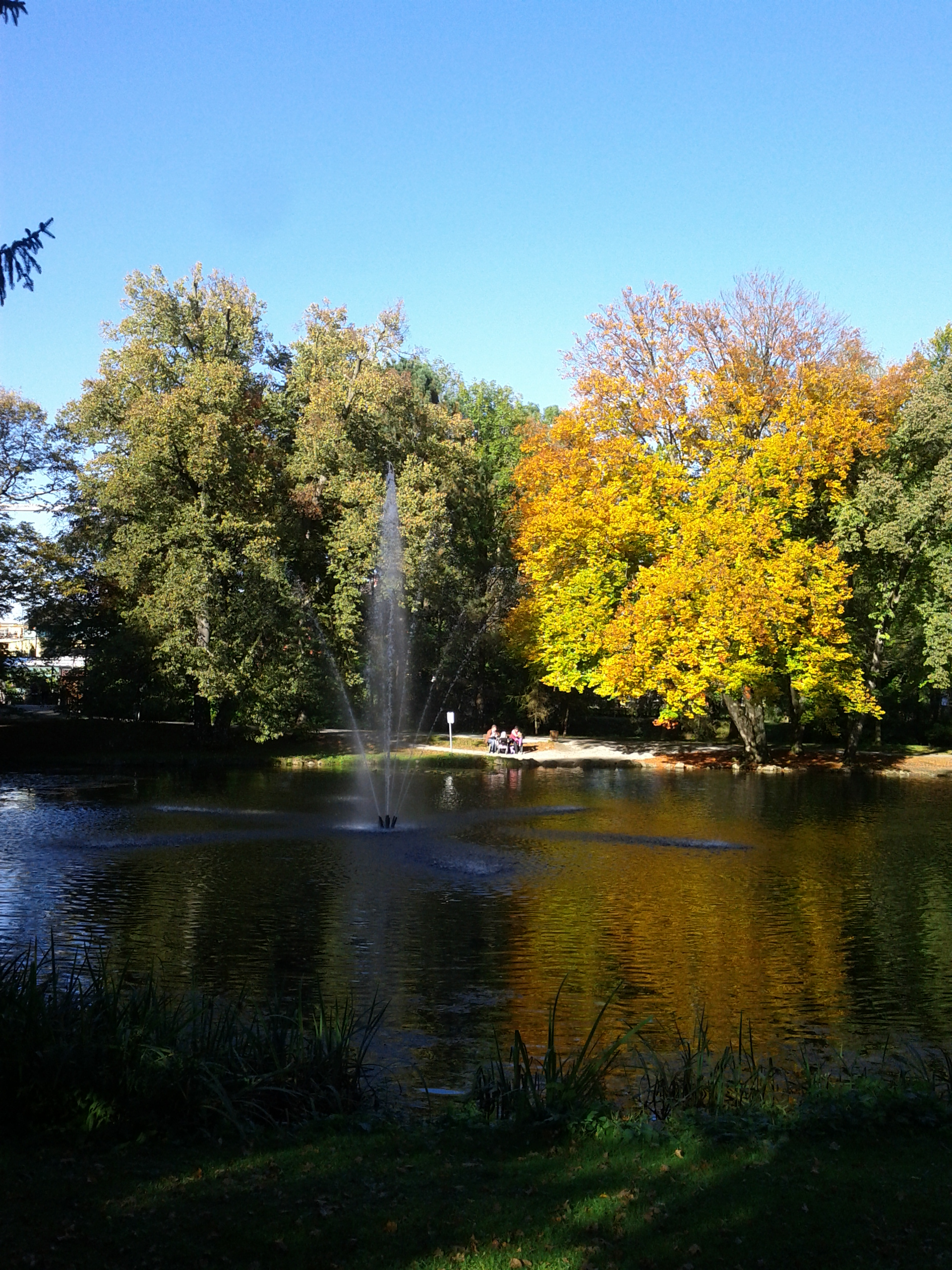
Irlachweiher im Kurpark in Bad Aibling

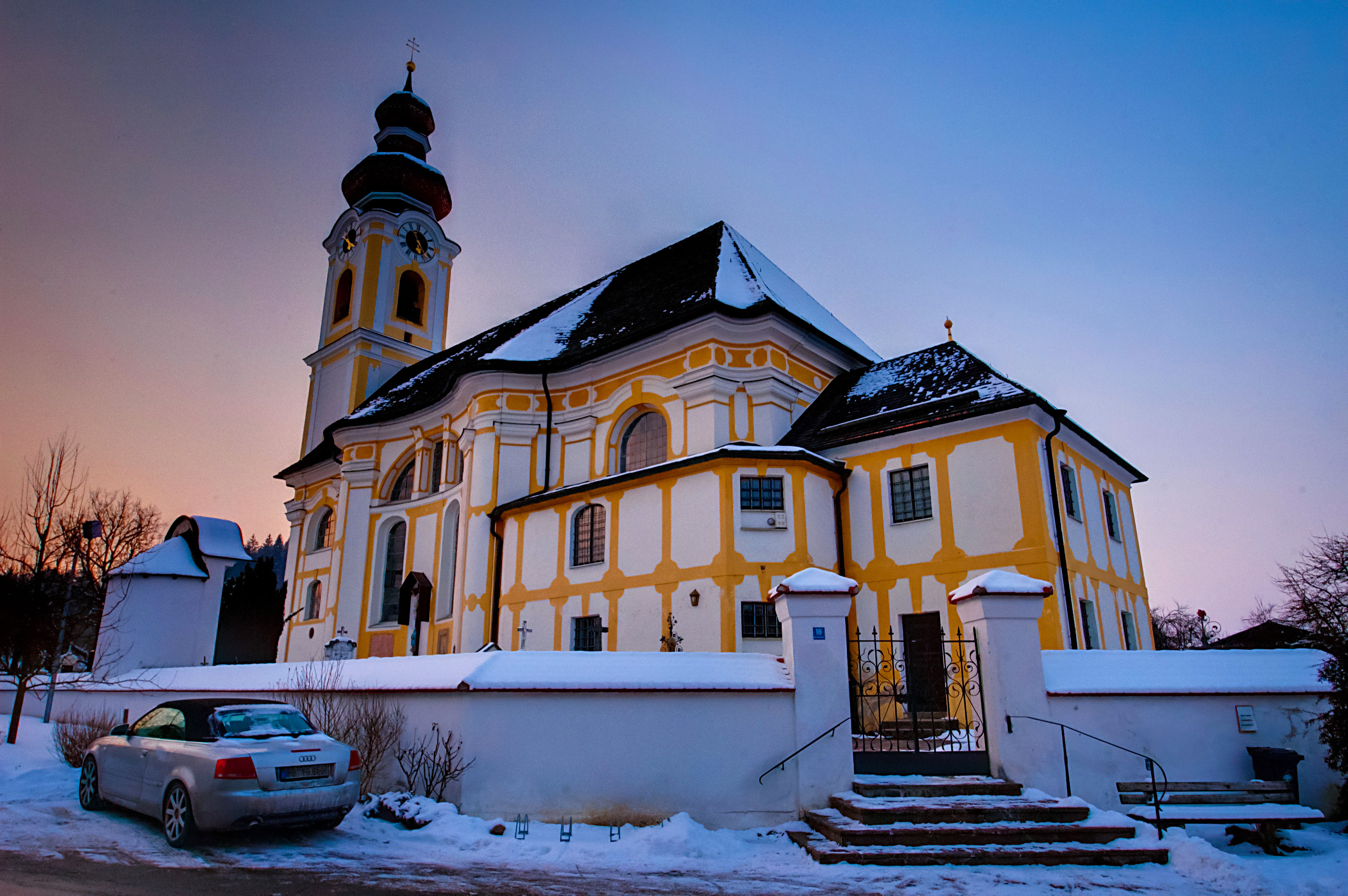
Die Heilig-Kreuz-Kirche in Berbling

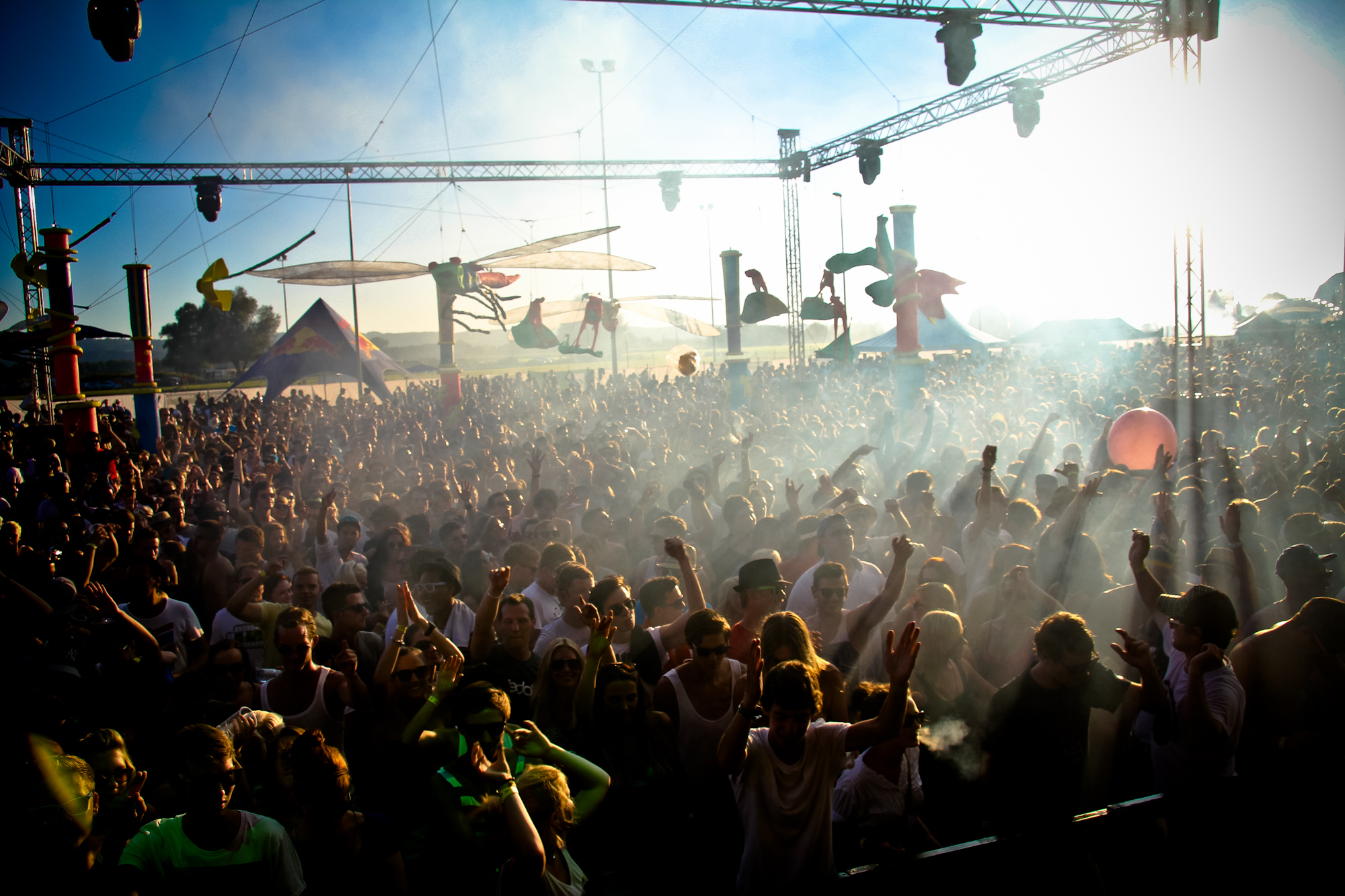
Das Echelon Festival im Jahr 2012

### Stadtbeschreibung
Zentraler Platz ist der Marienplatz. Anlässlich einer Pestepidemie wurde die Mariensäule errichtet. Der Platz (in seiner heutigen Form seit einer Neugestaltung 1979) wird im Westen vom Rathaus begrenzt, im Osten schließt sich die Kirchzeile mit dem Schloss Prantseck und der Sebastianikirche an. Gesäumt wird die Kirchzeile von zahlreichen Bäumen und aufwändig restaurierten Bürgerhäusern. Sie schließt ab mit dem Hofberg, auf dessen Rücken sich die Stadtpfarrkirche mit ihrem markanten Zwiebelturm befindet.

### Kurpark

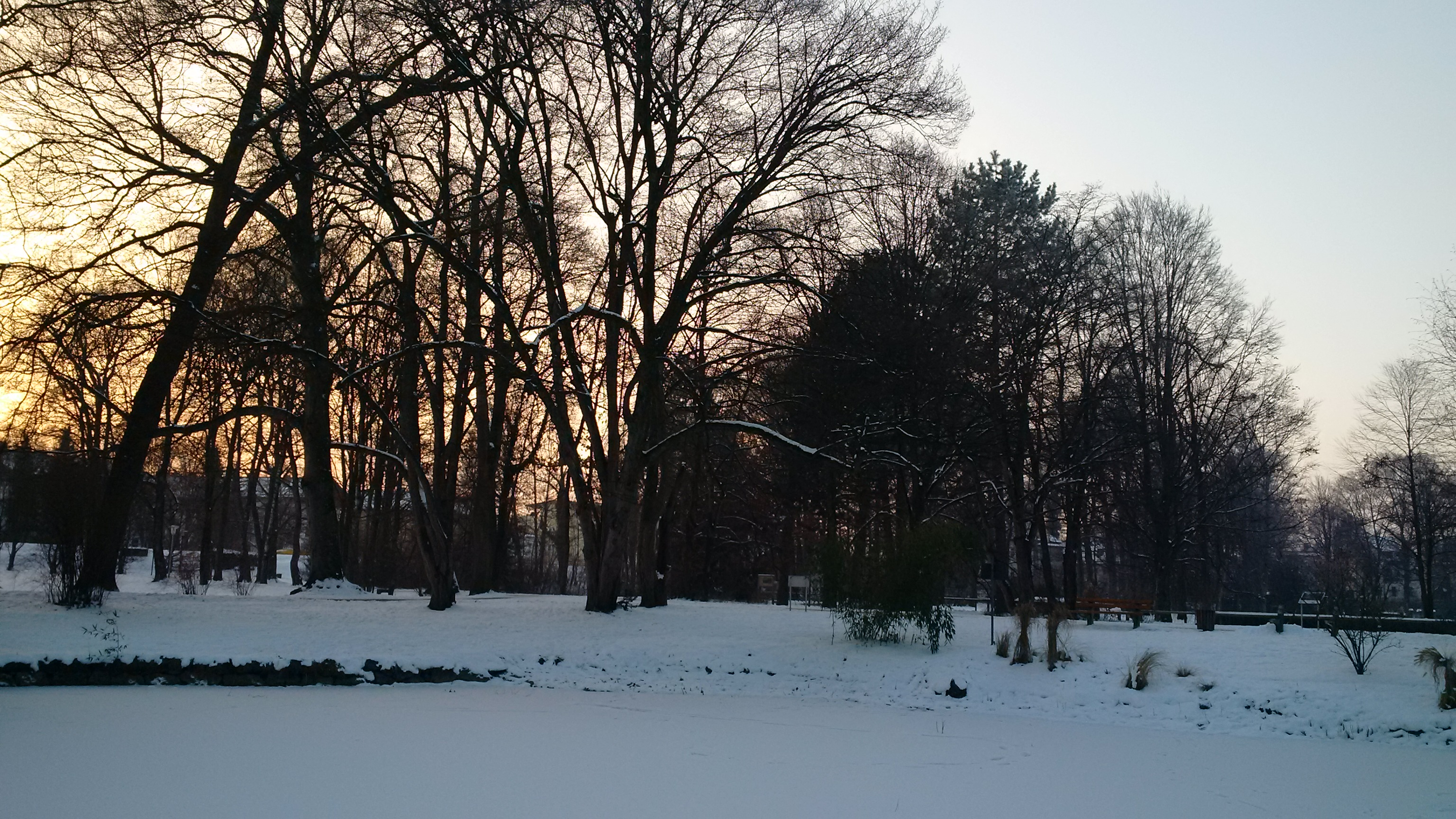
Kurpark Bad Aibling im Jahr 2016

Der großzügig angelegte Kurpark liegt in der Mitte der Stadt. Es gibt zahlreiche kleinere Gärten, wie z. B. einen Moorgarten und den Duft- und Tastgarten. Der „Irlachweiher“ und eine Tennisanlage liegen zentral im Park. Mittendrin gelegen ist ein Mehrgenerationen-Park mit 14 Geräten zum Training des Gleichgewichtssinn, der Beweglichkeit, der Kraft und Ausdauer. Der Mühlbach fließt im Kurpark wieder in die Glonn. Im Sommer finden zahlreiche Veranstaltungen wie das „Parkfest“, „Kultur im Park“ oder auch Konzerte statt. Am östlichen Rand befindet sich eine Minigolfanlage, die ab dem Frühjahr bis zum Herbst geöffnet hat. Im Süden grenzt der Kurpark an die Bahnlinie, im Norden an die Stadtmitte.

### Museum
Seit 1931 betreibt der Historische Verein in Bad Aibling das Heimatmuseum. Dort kann man sich über die Geschichte der Stadt informieren, man findet auch zahlreiche Kunstwerke, alte bäuerliche Möbel, Handwerkssammlungen und eine vollständig rekonstruierte Werkstatt eines Fassbinders und Schäfflers. Eine weitere Sehenswürdigkeit ist die Marbacher Stube, eine Stube mit Renaissance-Einrichtung und Kassettendecke. Auch die Malerstube von Wilhelm Leibl, die durch ein Geschenk des damaligen Oberbürgermeisters von Köln, Konrad Adenauer, zurück nach Bad Aibling kam, ist im Museum ausgestellt.

### Schloss Prantshausen
Das Schloss Prantshausen ist ein ehemaliges Schloss in der Stadtmitte am Marienplatz.

### Weitere Sehenswürdigkeiten
- Maxlrainer Hof
- Stadtpfarrkirche Mariä Himmelfahrt
- historische Kurhotelruine Ludwigsbad, 2011 abgerissen
- Jugendstilensemble der Meggendorferstraße
- Theresienmonument (Denkmal zum Gedächtnis an den Abschied der Königsmutter Therese von Sachsen-Hildburghausen von ihrem Sohn Otto I., König von Griechenland)
- Schloss Prantseck
- Ortsbild des Stadtteils Berbling

### Theater
Der Verein Theater Aibling e. V. betreibt das Luli-Theater in der Wendelsteinstraße in Bad Aibling. Im Veranstaltungskalender finden sich Stücke für Kinder und Erwachsene. Auch im Kurhaus Bad Aibling werden während des ganzen Jahres Theaterstücke aufgeführt.

### Kulturelle und regelmäßige Veranstaltungen

#### Echelon Festival
Das Echelon Open Air & Indoor Festival ist ein seit 2009 stattfindendes Electro- und House-Festival.

#### Nonfiktionale
Die Nonfiktionale ist ein jährliches Festival des dokumentarischen Films, das überregionale Bedeutung besitzt.

#### Volksfest
Das Pfingstvolksfest findet jährlich auf dem Volksfestplatz an der Krankenhausstraße statt. Insgesamt dauert das Volksfest 9 Tage. Das Volksfest bietet ein Bierzelt mit Biergarten und einen Vergnügungspark. Veranstalter des Festes ist die Fa. Fahrenschon GmbH & Co. KG, der Ausschank ist vom Auerbräu aus Rosenheim. Beginn des Festes ist an Pfingsten.

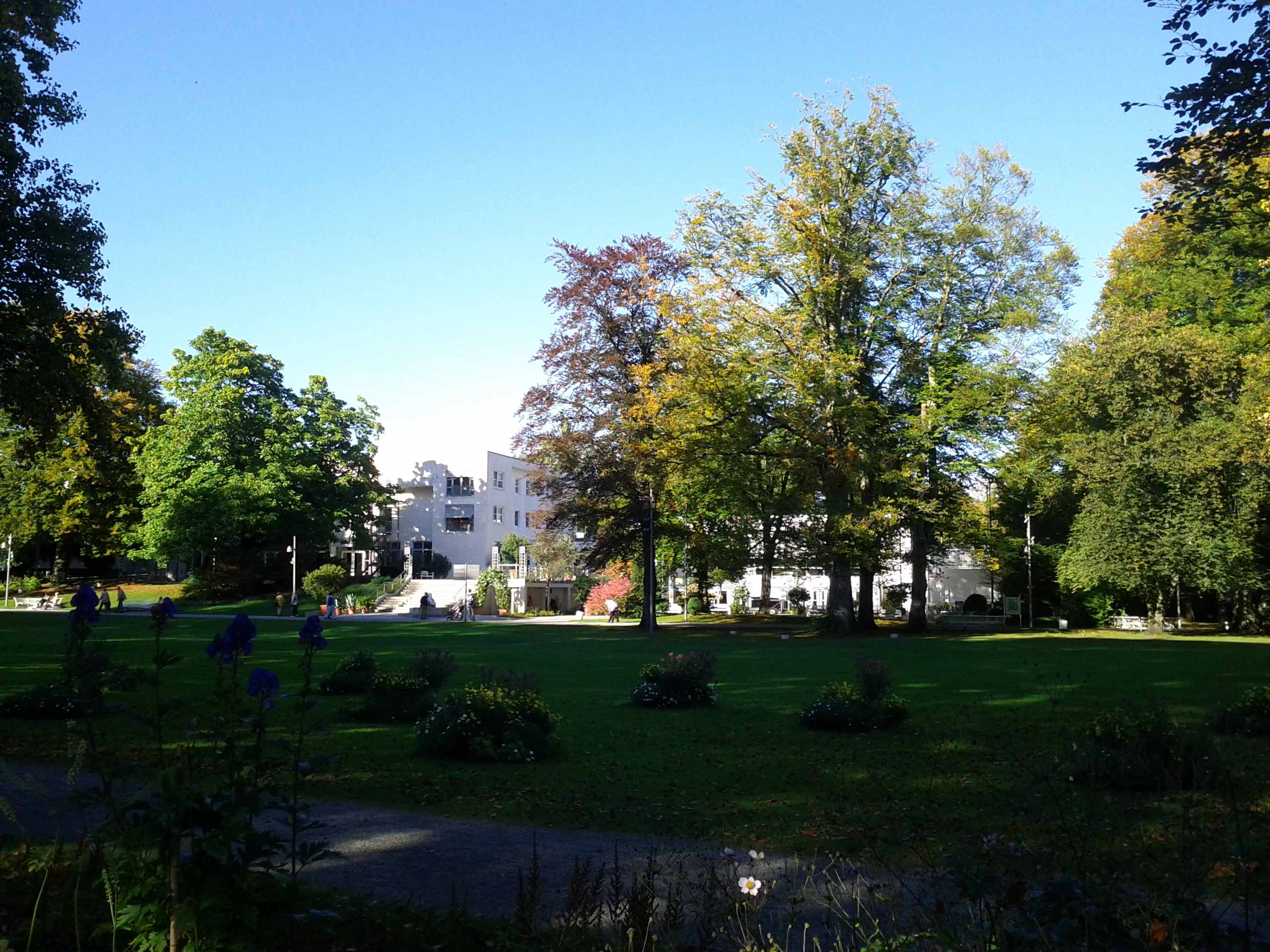
Kurpark mit Blick auf das Kurhaus
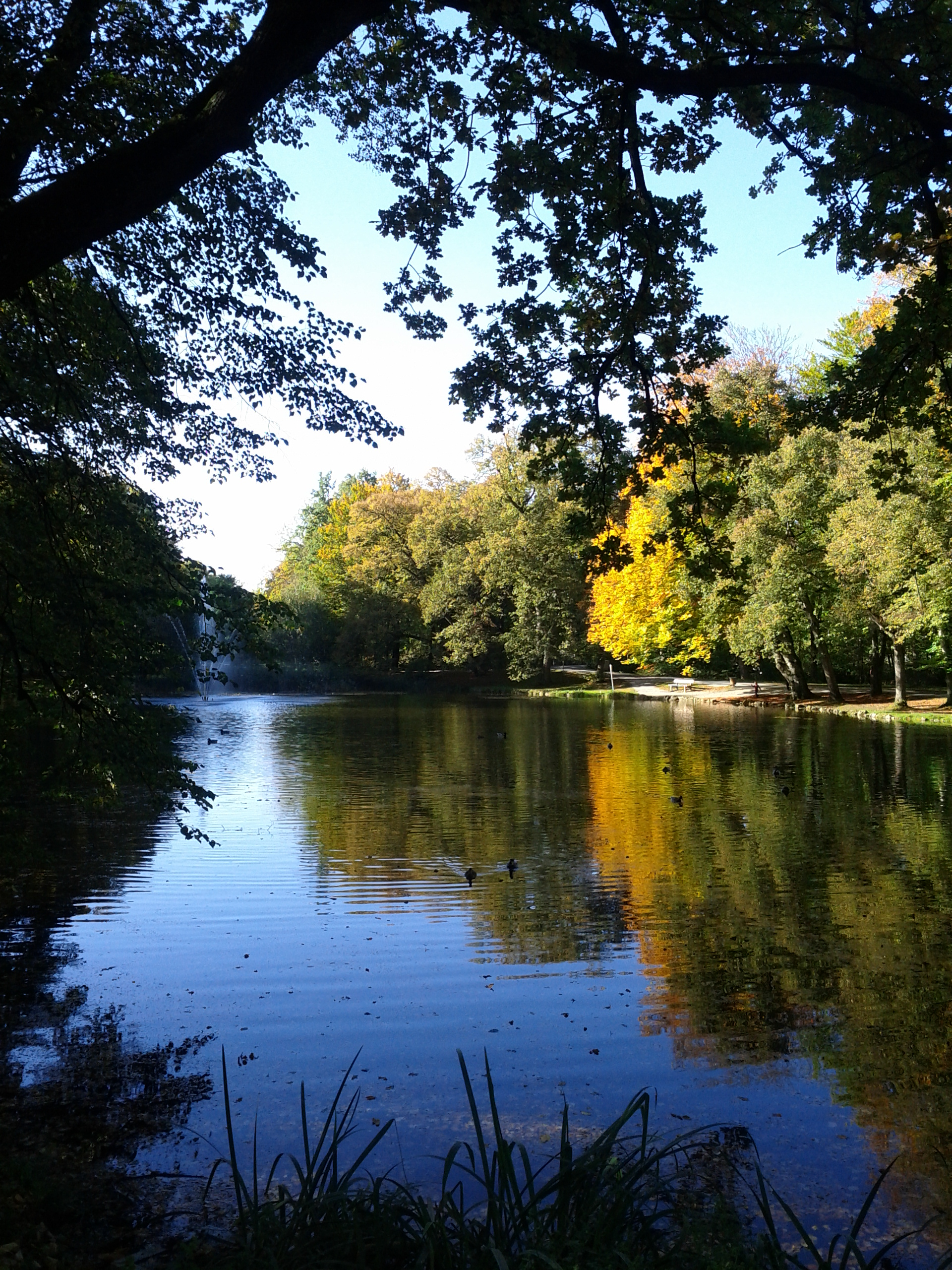
Der Irlachweiher im Frühherbst
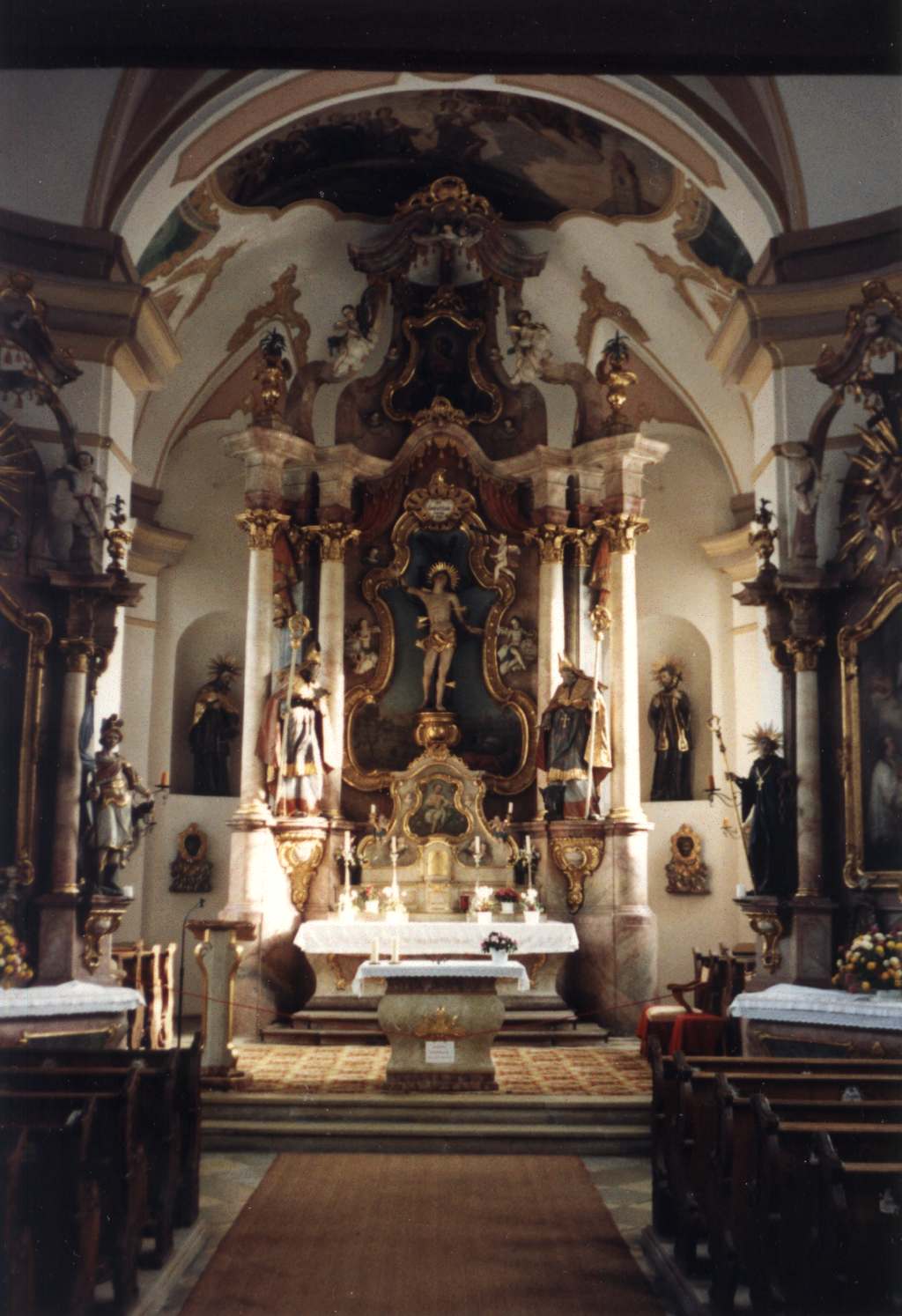
Die Sebastianikirche in der Stadtmitte am Marienplatz
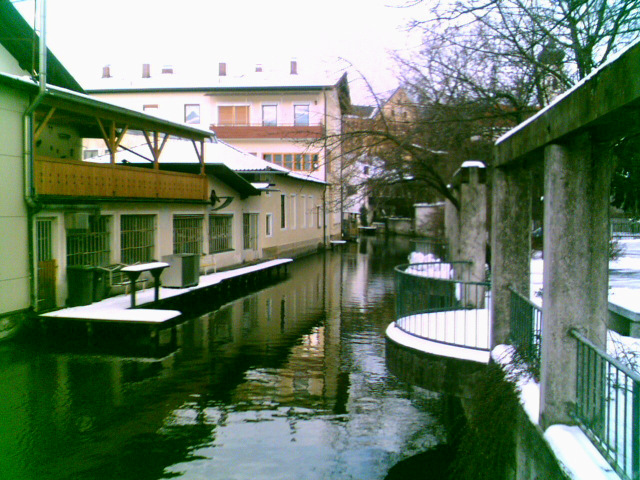
„Klein-Venedig“ an der Glonn
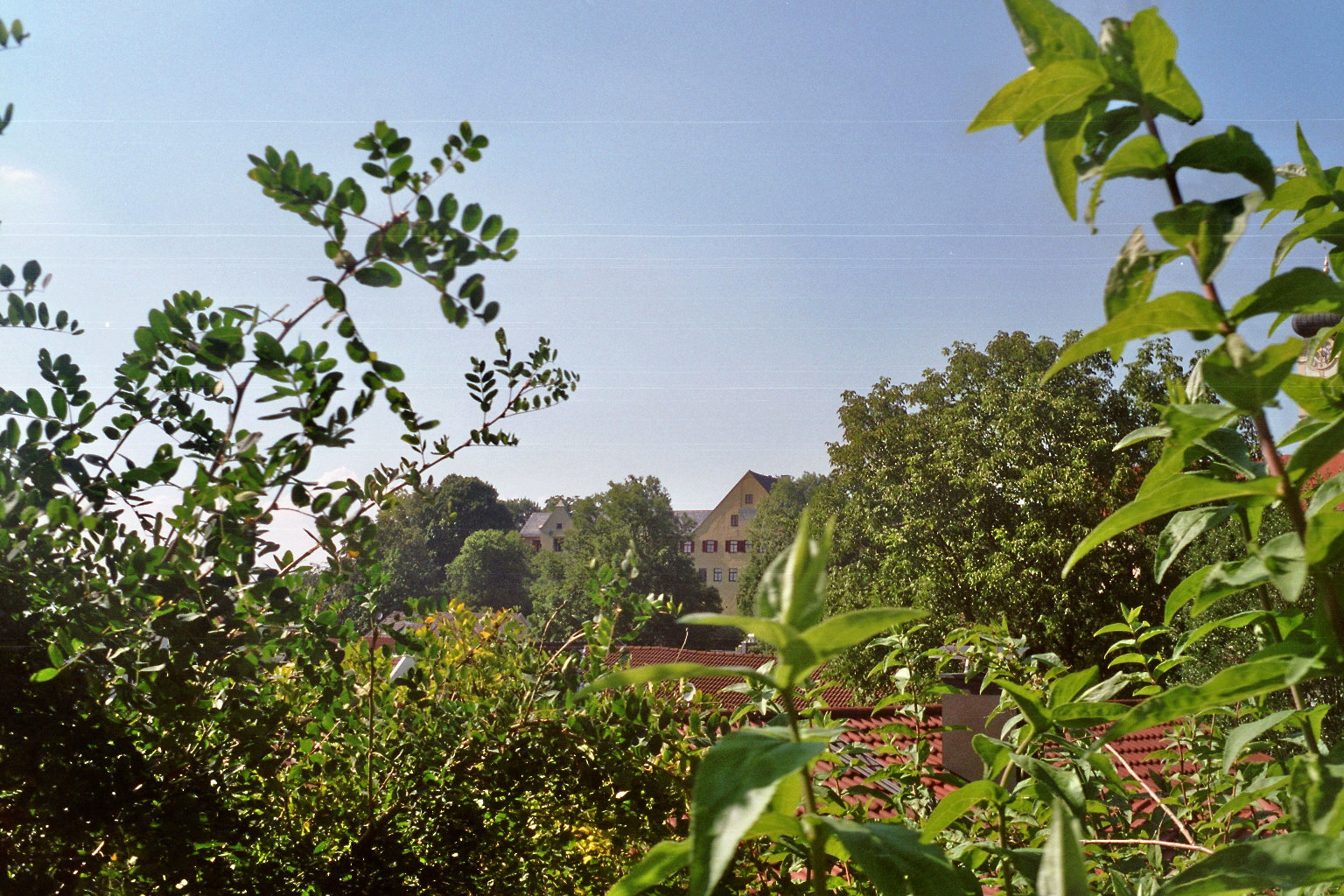
Blick vom Klafferer auf den Hofberg
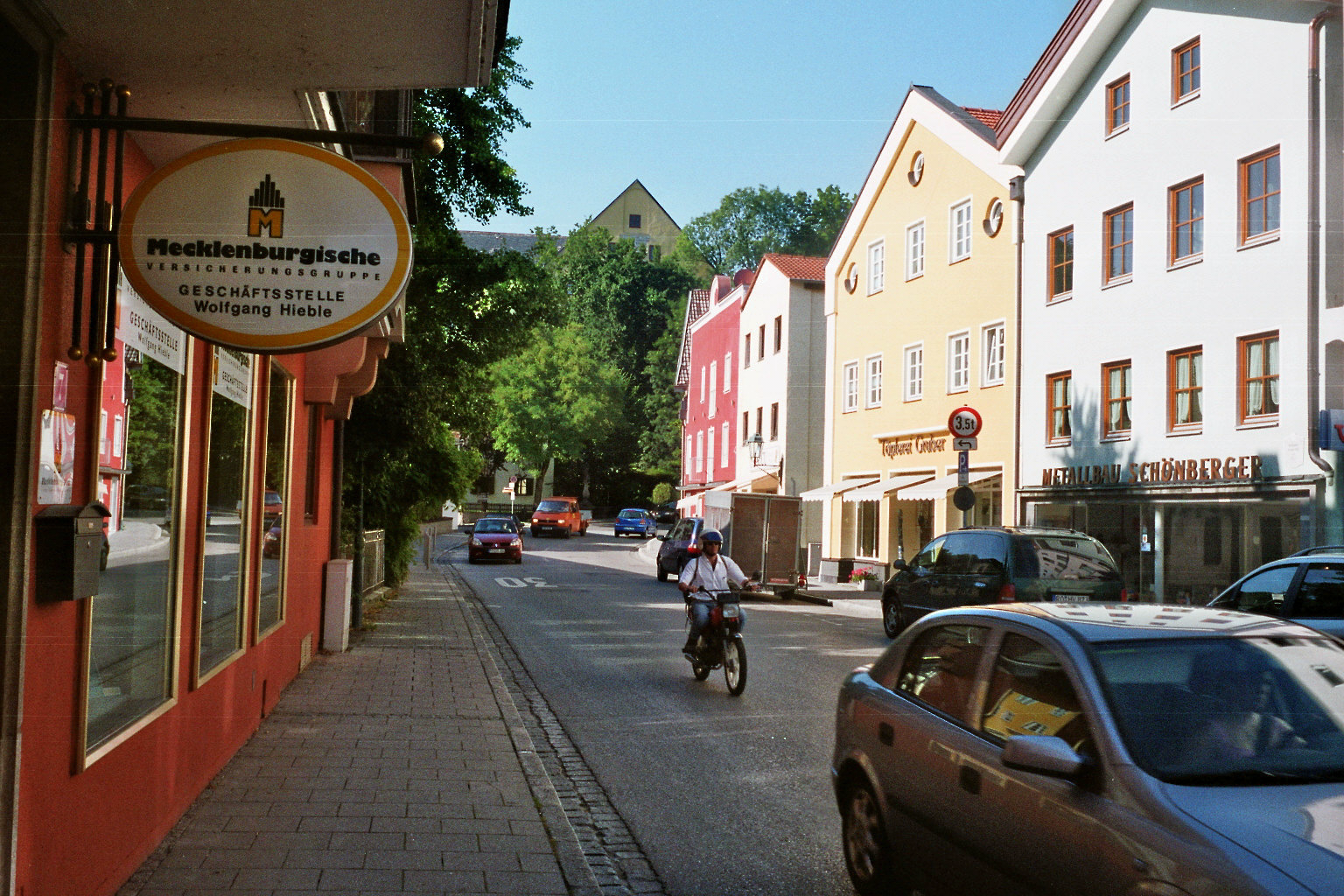
Der obere Teil der Kirchzeile in Richtung Hofberg
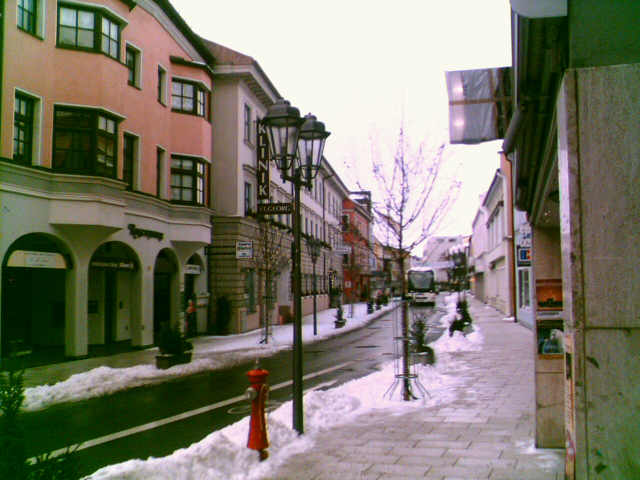
Innere Rosenheimer Straße, Richtung Stadtmitte zum Marienplatz
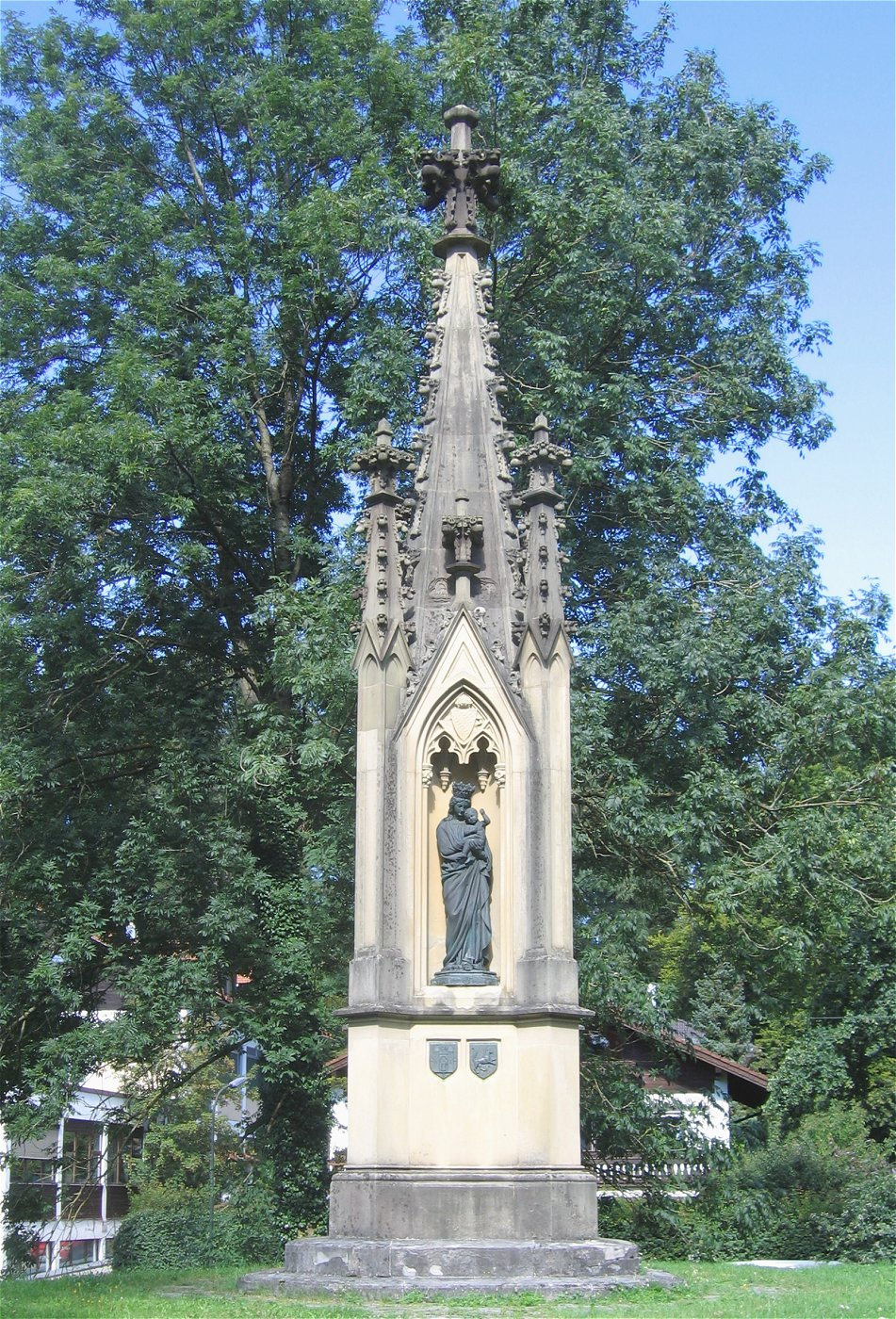
Theresienmonument, am östlichen Stadteingang in der Rosenheimer Straße
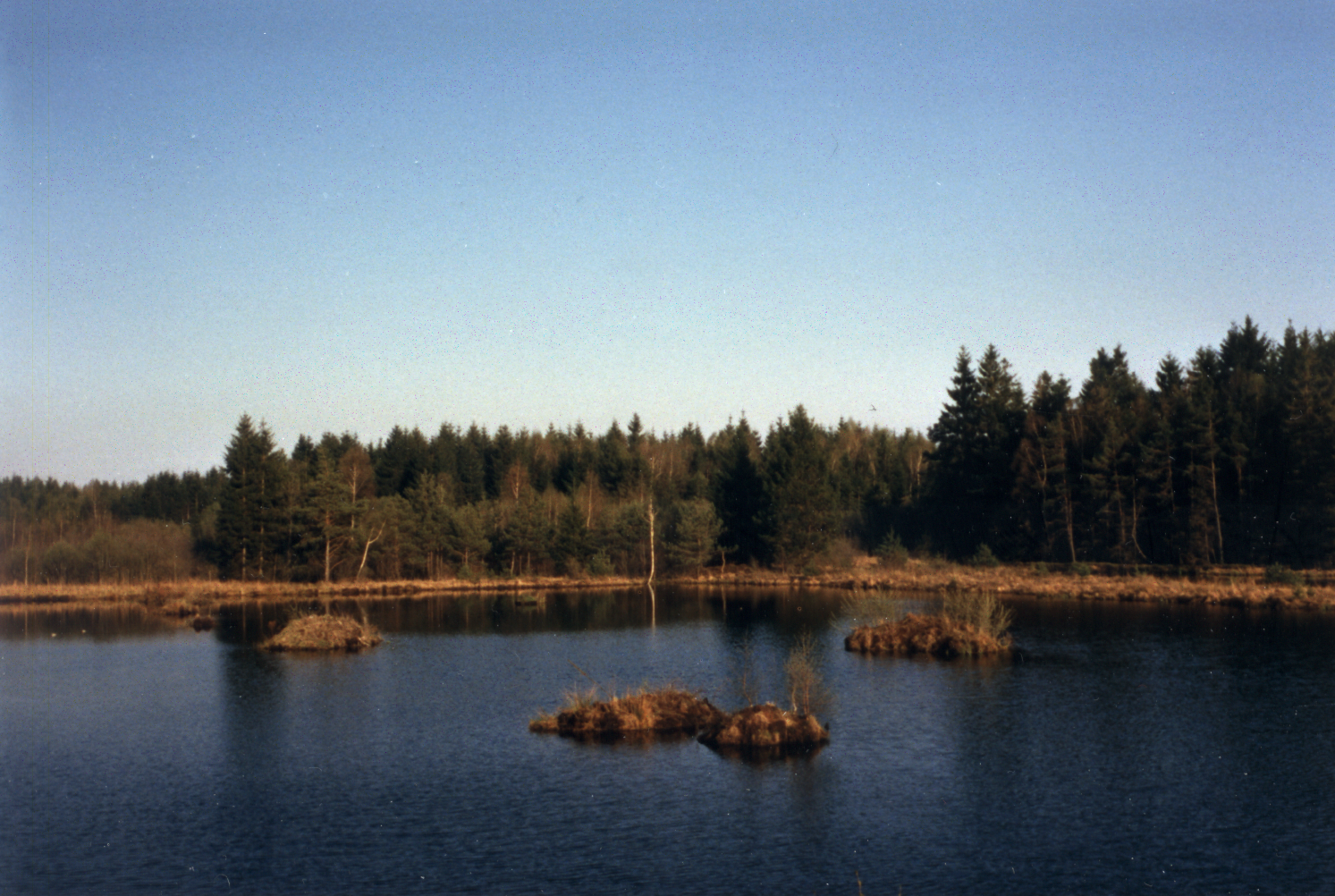
Moorabbau in der Schuhbräu-Filze
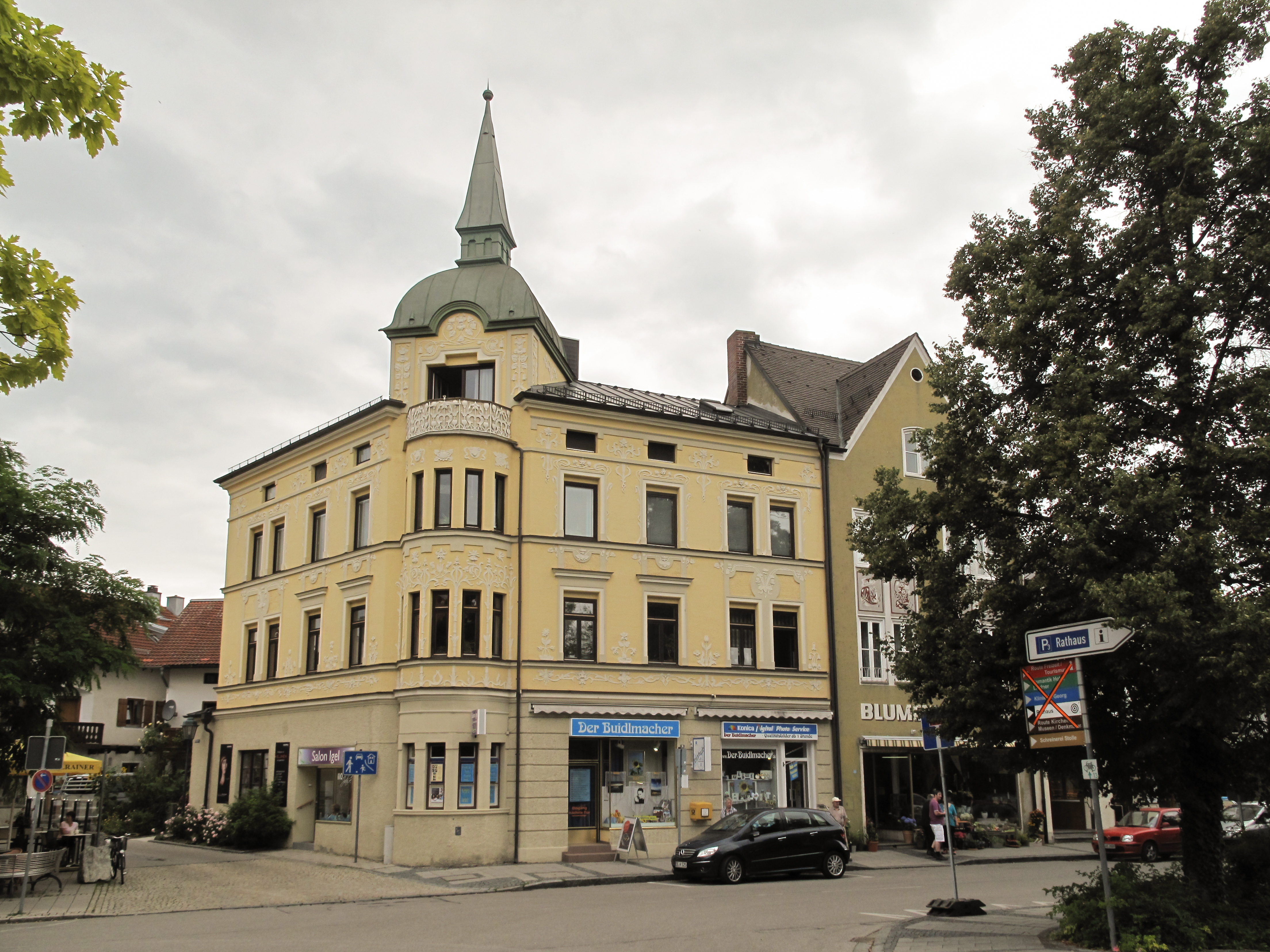
Stadtvilla an der Bahnhofstraße, Ecke Irlachstraße
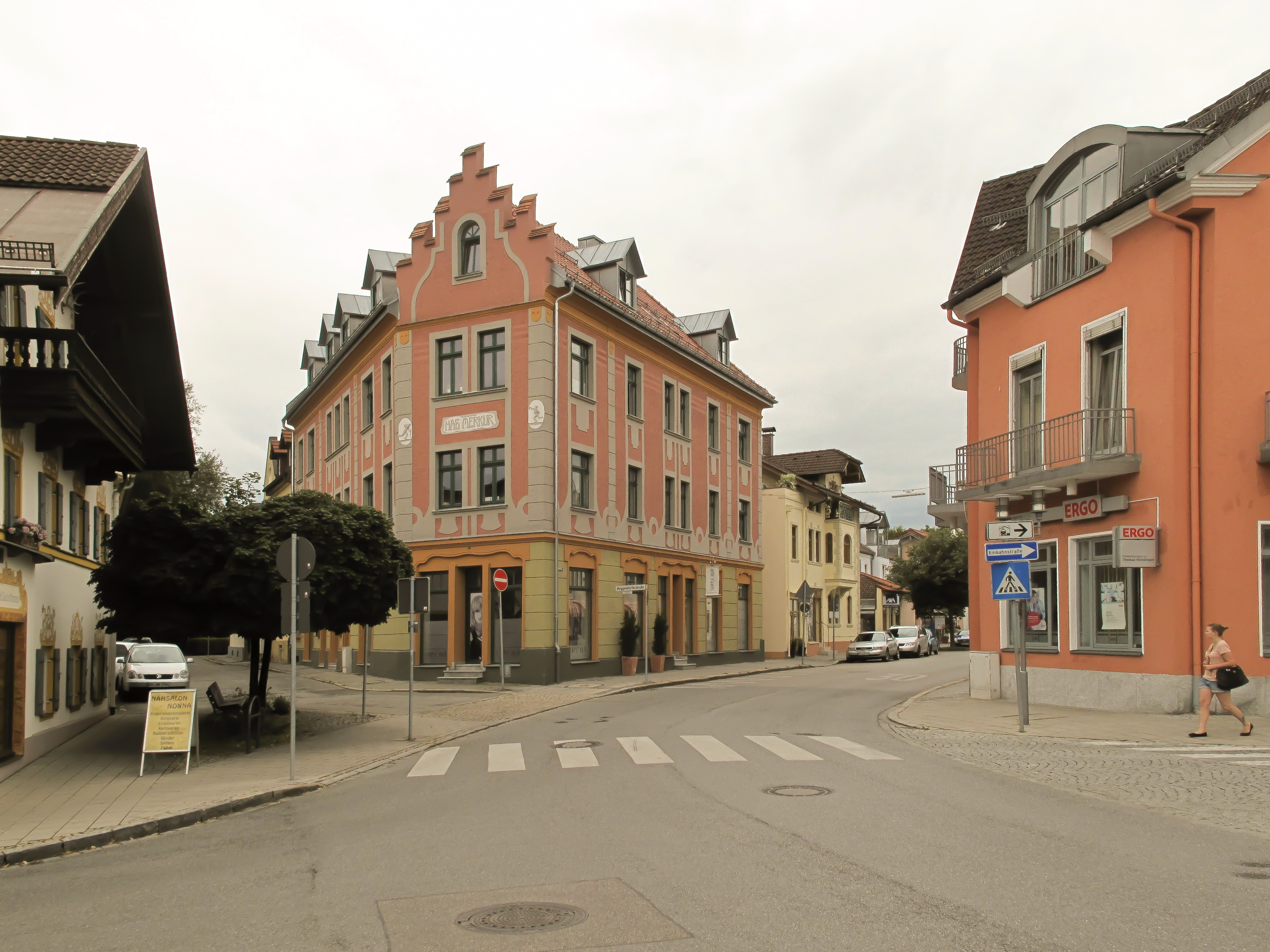
Haus Merkur an der Ecke Bahnhofstraße-Sedanstraße
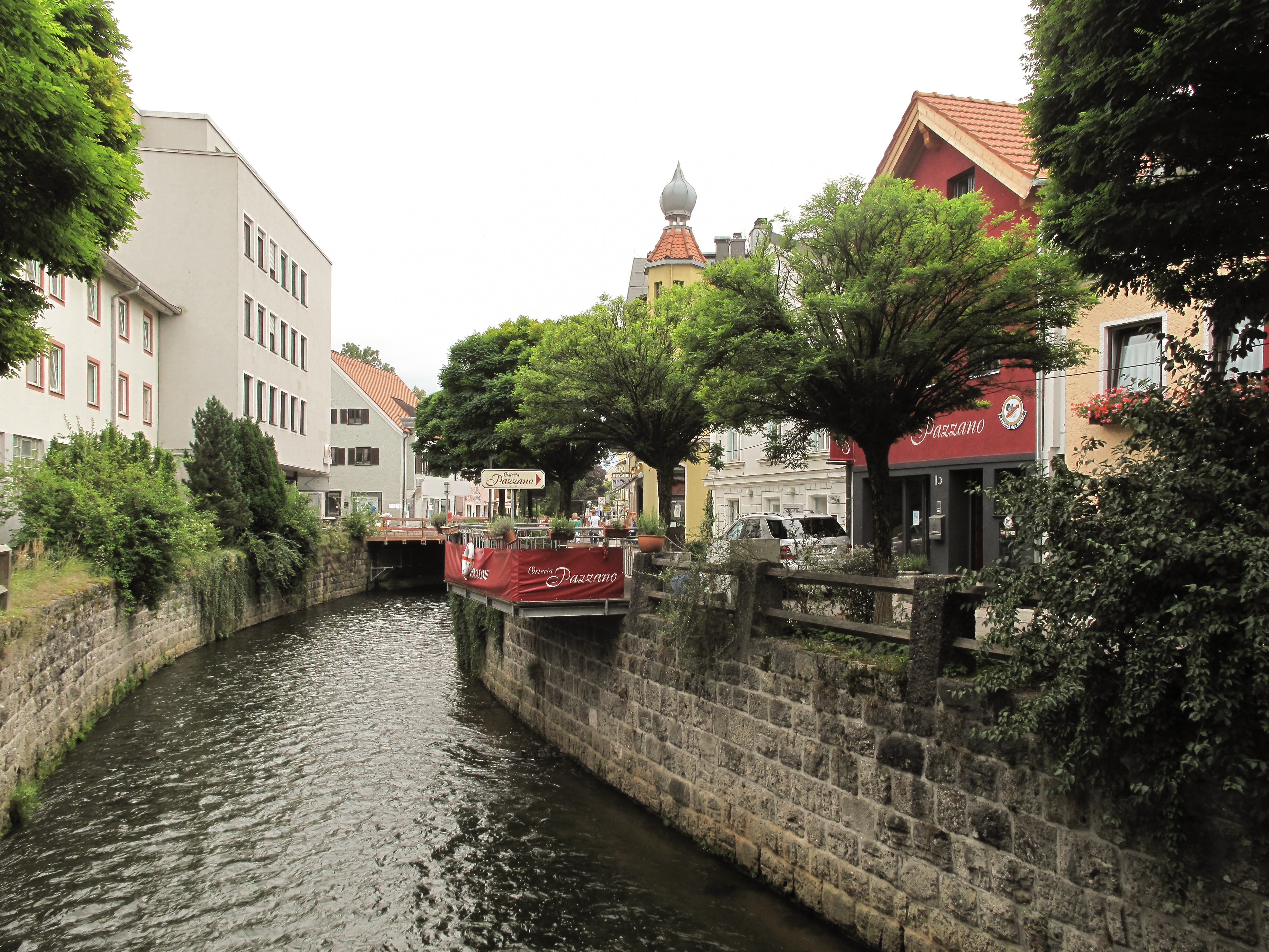
„Klein-Venedig“ mit Mühlbachinsel

## Persönlichkeiten
Die Liste von Persönlichkeiten der Stadt Bad Aibling enthält die Namen der Söhne und Töchter der Stadt sowie weiterer Personen, die mit der Stadt in Verbindung stehen.